# Oosterweelverbinding

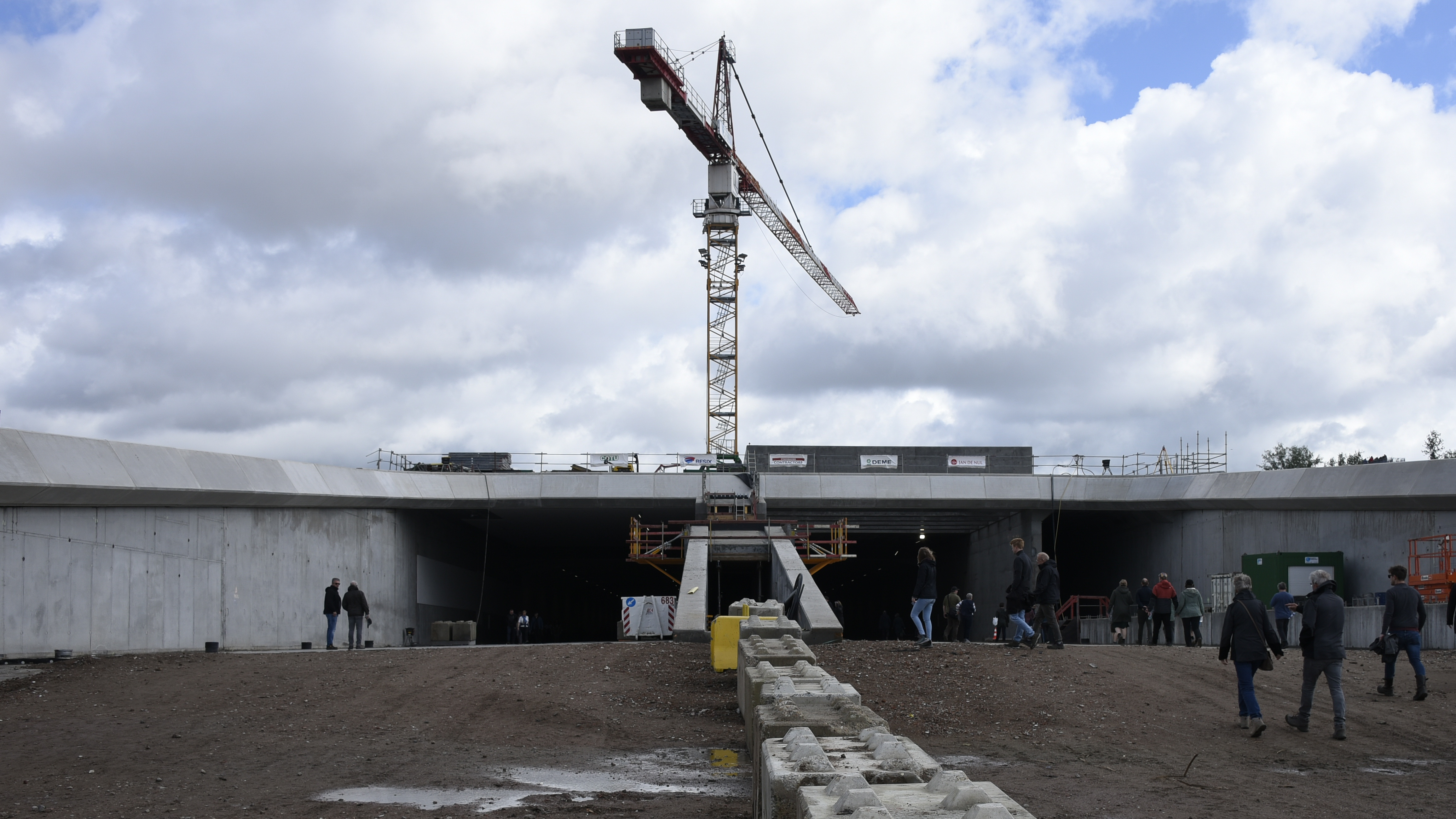
Scheldetunnel op Linkeroever op 25 mei 2025

De Oosterweelverbinding is een verbinding in aanleg in Antwerpen met een Scheldetunnel voor autosnelweg- en voor fietsverkeer. Voor autoverkeer zal de verbinding de Ring  R1 langs de noordkant sluiten. Het verkeer rond en naar Antwerpen en de Antwerpse haven zou hierdoor vlotter moeten verlopen. 
In het huidige plan (BAM-tracé) van de Vlaamse regering wordt de Expresweg (E34) ter hoogte van Blokkersdijk via een toltunnel (de Oosterweeltunnel) onder de Schelde geleid en via bijkomende tunnels onder het Albertkanaal verbonden met de R1 ter hoogte van Merksem en Deurne. Initieel stelde studiebureau BAM voor dit laatste deel een dubbeldeksbrug (de Lange Wapperbrug) voor, maar deze werd in de recentere plannen vervangen door een tunnel. 

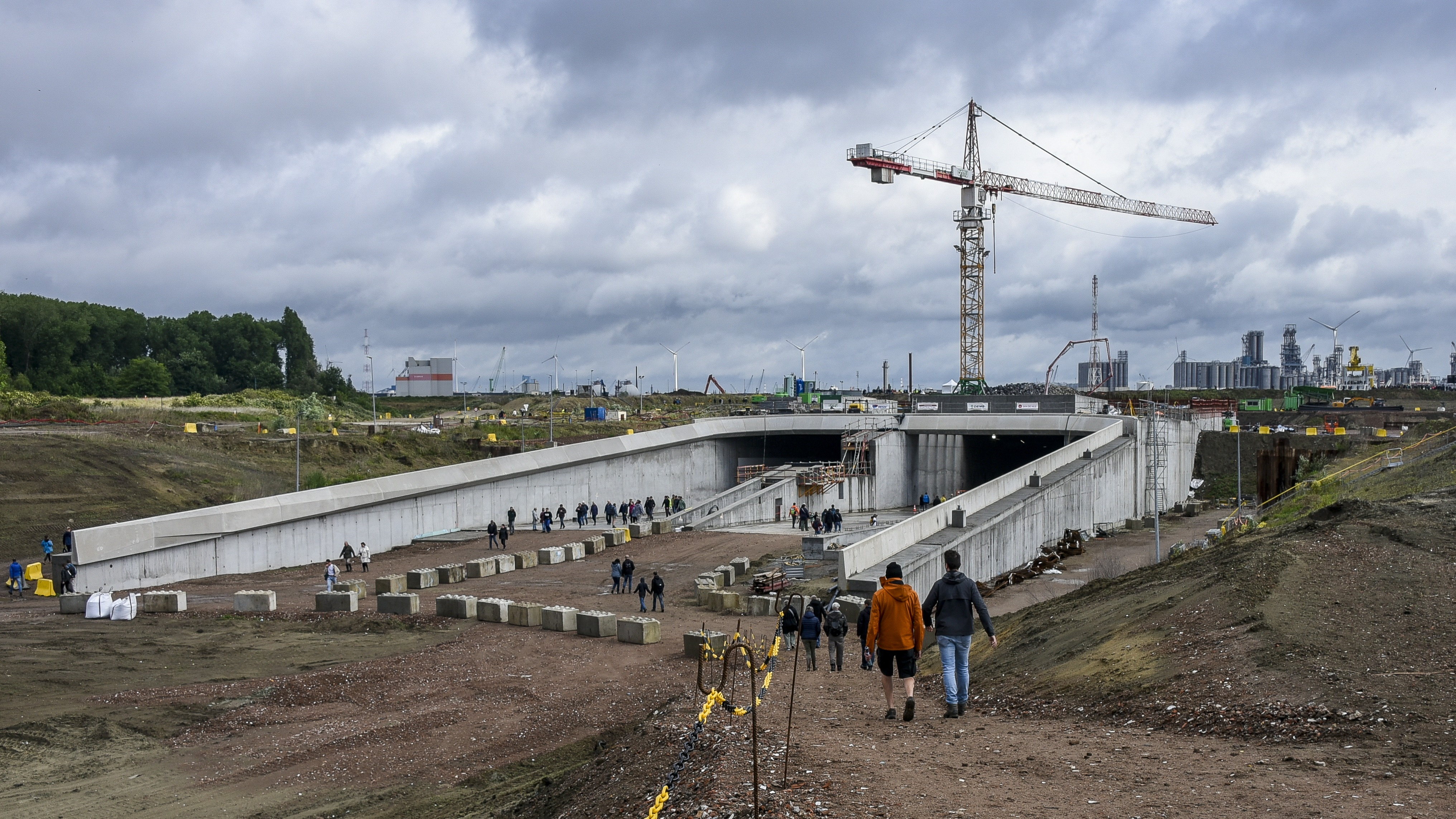
Gezicht op de Scheldetunnel in aanbouw

Het project was erg omstreden: verschillende actiegroepen verzetten zich meer dan tien jaar lang tegen het BAM-tracé. In maart 2017 werd echter een compromis gesloten rond een licht aangepaste Oosterweelverbinding in combinatie met de aanleg van de A102 en een meer gerichte sturing van het verkeer. Tegelijk zullen ringparken en groene zones aangelegd worden. De organisatie Ringland ijverde voor een volledige overkapping van de Antwerpse ring.
In maart 2018 werd begonnen met de uitvoering in fases. Verwacht wordt dat de werken in 2033 afgerond zullen zijn, drie jaar later dan oorspronkelijk verwacht.
De kostprijs van "de werf van de eeuw" zoals dit grote project genoemd wordt, wordt geraamd op 10 miljard euro.

## Kenmerken

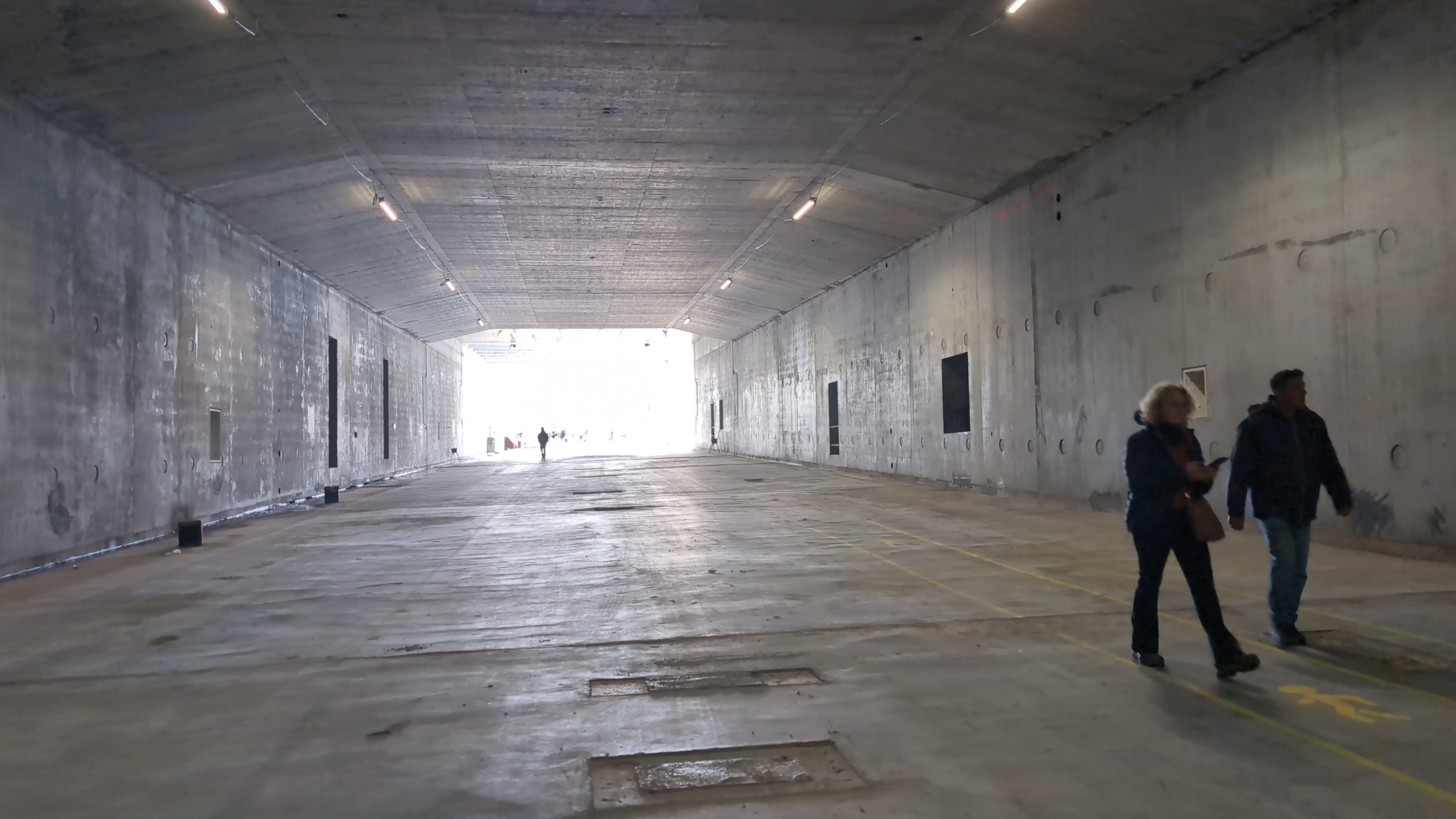
Uirit van de Scheldetunnel

Met de Oosterweelverbinding wil de Vlaamse regering de bereikbaarheid van de stad Antwerpen en de haven fors verbeteren. Al sinds 1997 hoopt ze dat de verbinding, evenals de uitbreiding van de R1 met een stedelijke ringweg, een einde maakt aan de files en het sluipverkeer doet afnemen. 
Voor de financiering wordt een systeem van gedifferentieerde tol onderzocht. Belangrijk is dat het verkeer naar de juiste tunnel wordt geleid. Hoe verder die tunnel van de stad ligt, hoe goedkoper hij moet zijn om erdoor te rijden. In de eerdere plannen zouden vrachtwagens verboden worden in de Kennedytunnel en dus verplicht zijn de Oosterweelverbinding te gebruiken. Via een tolheffing kan de Kennedytunnel open blijven voor vrachtwagens. De Kennedytunnel blijft wel tolvrij voor personenwagens.
In september 2010 toonde Transport & Mobility Leuven aan dat het noodzakelijk is de R1 te verbreden indien de Oosterweelverbinding wordt gebouwd op het BAM-tracé. Toen de Vlaamse regering twee weken later besliste de Oosterweelverbinding te bouwen op het gelijkaardige Dubbelbesluittracé, besliste ze in plaats hiervan een ondertunnelde R11 en A102 aan te leggen. Beide wegen zouden ten vroegste in 2024 in gebruik genomen worden.
De Oosterweelverbinding maakt deel uit van het Masterplan 2020 van de Vlaamse overheid. Het masterplan bestaat uit zestien infrastructuurprojecten voor wegen, waterwegen, openbaar vervoer en zwakke weggebruikers. Doel van alle masterplanprojecten is het verhogen van de leefbaarheid en verkeersveiligheid en het garanderen van een betere mobiliteit voor de stad Antwerpen, de haven en de naburige districten.

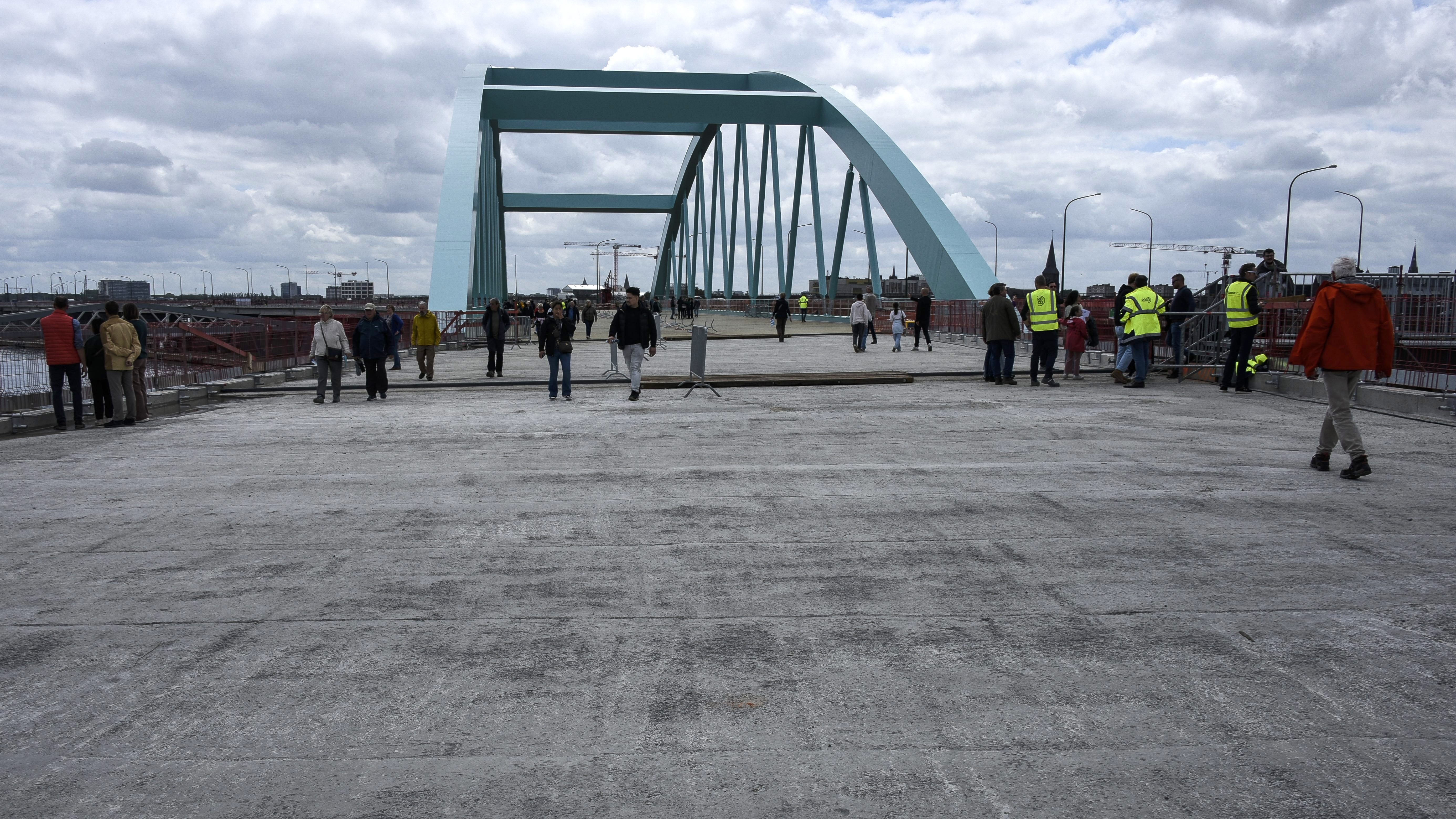
Bypass in aanbouw met de boogbrug over het Albertkanaal

### Oosterweelknooppunt
Aansluitend op de noordzijde van de tunnel, vlak bij het kerkje van Oosterweel aan de Kastelweg, komt het Oosterweelknooppunt, met op- en afritten naar de haven en het noorden van de stad. Het knooppunt wordt verzonken aangelegd. De werken aan het knooppunt zijn op 11 oktober 2021 gestart.

## Geschiedenis

### Voorgeschiedenis (1996-1999)
Op 4 oktober 1996 vestigde de Antwerpse provinciegouverneur Camille Paulus tijdens zijn openingsrede de aandacht op het 'multimodaal verkeersmodel', een computermodel dat werd ontwikkeld om de mobiliteit van Antwerpen te bestuderen en te formuleren hoe de congestieproblemen in Antwerpen het best worden opgelost. Uit het model werd afgeleid dat een bijkomende oeververbinding de mobiliteit spectaculair zou verbeteren en de files op de Ring zo goed als zou voorkomen. Eddy Peetermans, de verantwoordelijke voor de uitbouw van het verkeersmodel voor de provincie Antwerpen, stelde het toen voor als een ondergronds tracé van 5 km of meer. Omwille van de budgettaire problemen zou het een combinatie worden van vraagsturende maatregelen (tolheffing, openbaar vervoer enz.) met vraagvolgende maatregelen (meer infrastructuur). Enkel het rondmaken van de Kleine Ring (R1) met een noordelijk tracé zou de gevreesde verkeerschaos in 2010 voorkomen, besloot de ingenieur toen.
Partijvoorzitter Marc Van Peel (CVP) meldde in een nieuwjaarstoespraak in januari 1998 dat een definitieve beslissing voor de bouw en de financiering van een Oosterweelbrug als derde Scheldeverbinding nog dat jaar genomen moest worden. Hij gaf aan dat het intussen duidelijk was dat de financiering van dit project enkel haalbaar was door tol te heffen op het gebruik van de nieuwe infrastructuur. Maar omdat 1999 en 2000 verkiezingsjaren waren, wilde hij dit onpopulaire systeem zelf nog niet invoeren. In juni 1998 berichtte De Tijd dat er binnen de regering onenigheid was over de mobiliteitsaanpak. De CVP verweet de SP 'onhaalbare maatregelen voor te stellen', terwijl de SP beweerde dat de CVP 'het mobiliteitsbeleid blokkeerde om na de verkiezingen de portefeuille voor een christendemocraat op te eisen'.
In oktober 1998 wijzigde de Vlaamse regering het Gewestplan, zodat de R1 gesloten kon worden. In december 1998 benoemde minister van Financiën Wivina Demeester (CVP) Bob Van Reeth als eerste Vlaamse Bouwmeester. In een afscheidsbrief aan de bouwmeester in 2000 verduidelijkte ze dat ze hem nodig had voor haar droom de R1 te sluiten met een brug die zowel technisch als architecturaal een 'kunstwerk' moest zijn. In april 1999 beklemtoonde ze dat het sluiten van de R1 te beschouwen was als een van de mobiliteitsprioriteiten voor de volgende Vlaamse regering. Minister Demeester tekende net voor de verkiezingen van 13 juni 1999, samen met de burgemeesters van 30 Antwerpse gemeenten, een streekcharter waarin ze zich ertoe verbond zogenaamde hefboomprojecten, waaronder het sluiten van de R1, uit te voeren als economische impuls voor Antwerpen en omgeving. De minister lichtte tijdens de presentatie van het charter ook toe dat voor de sluiting van de R1 een Publiek-private samenwerking perfect bruikbaar was.

### De zes ABM-tracés (1999-2000)
Op 10 juni 1999 startte studiebureau ABM (Atenco, Belgroma en Maunsell) een onderzoek naar zes tracés, waarvan één de Schelde kruiste met een brug en de vijf anderen met een afgezonken tunnel. De overige ondergrondse verbindingen in alle varianten zouden geboord worden. Hoewel een brug grote voorkeur genoot omdat het Antwerpen een landmark zou verschaffen, vond studiebureau ABM dat een brug over de Schelde technisch onhaalbaar was wegens de noodzakelijke doorvaarthoogte op de Schelde. Na de bespreking van de zes tracés stelde de Administratie Wegen en Verkeer op 14 januari 2000 nog een zevende tracé voor, met een tunnel onder de Schelde, maar een brug over de Antwerpse dokken en het Albertkanaal. Tijdens de Staten-Generaal georganiseerd door gouverneur Paulus op 7 april 2000 werd dit zevende tracé weerhouden. Het project werd toen geraamd op 0,55 miljard euro. Na afloop gaf de gouverneur te kennen dat hij hoopte de verbinding in 2005 te kunnen inwijden.

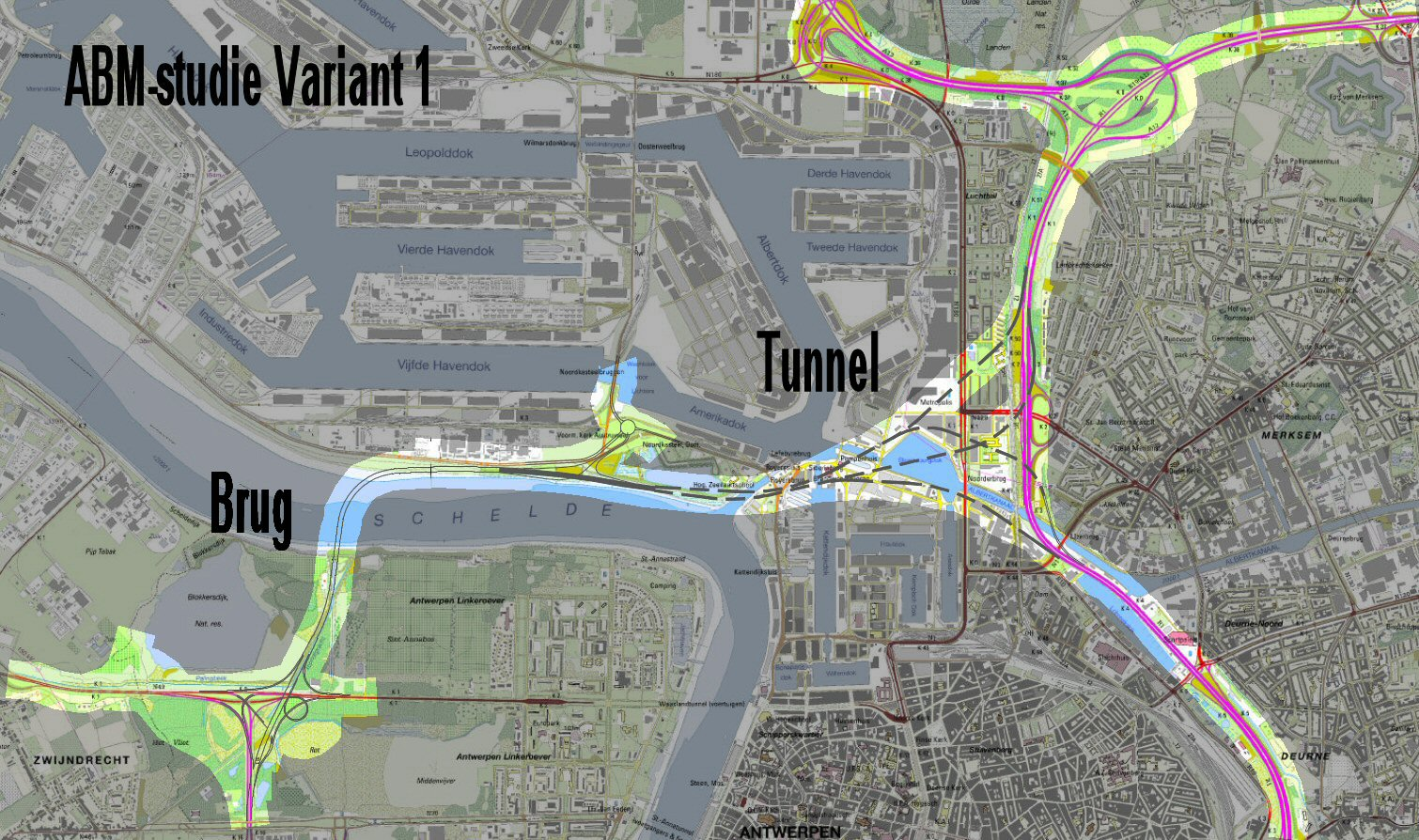
Variant 1
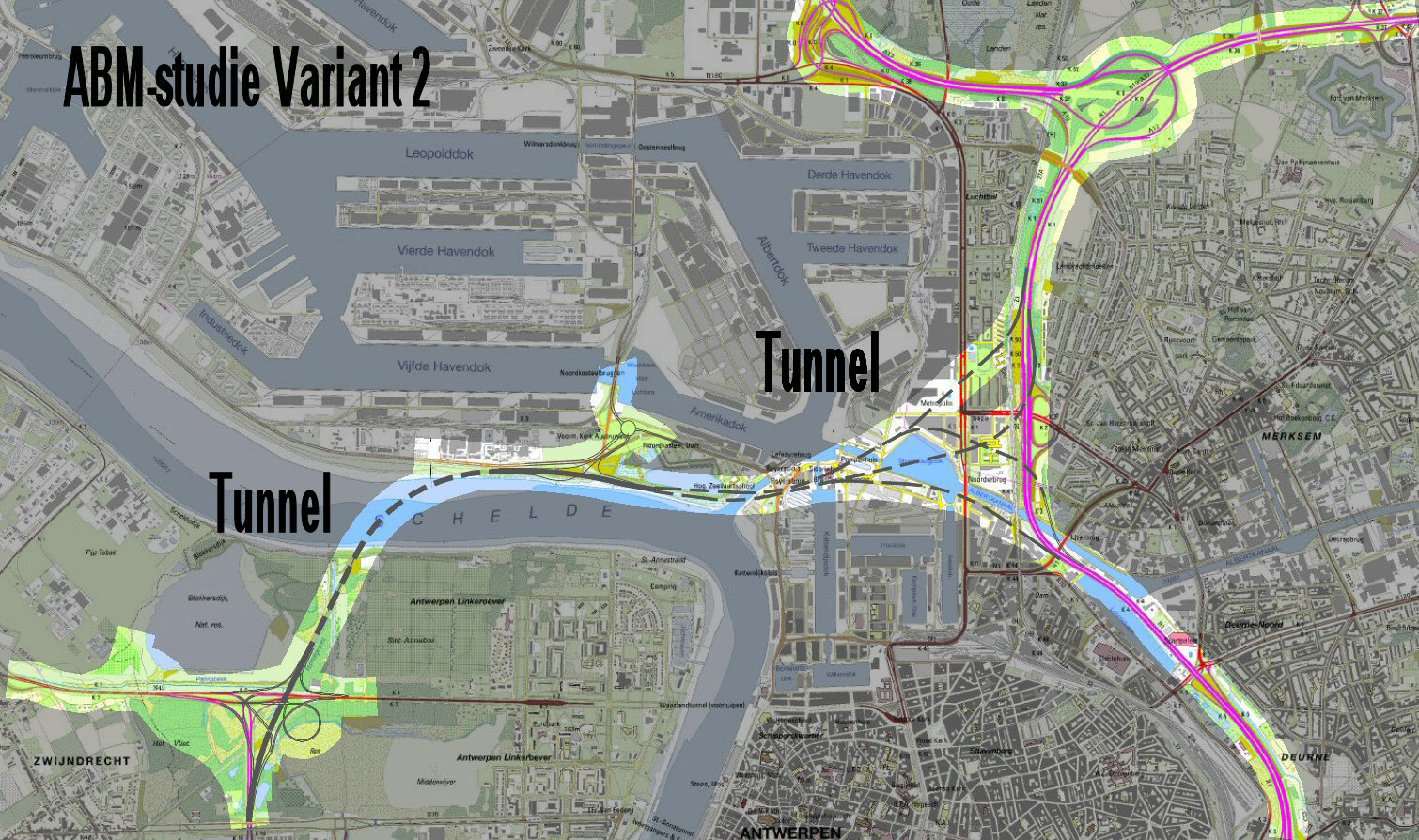
Variant 2
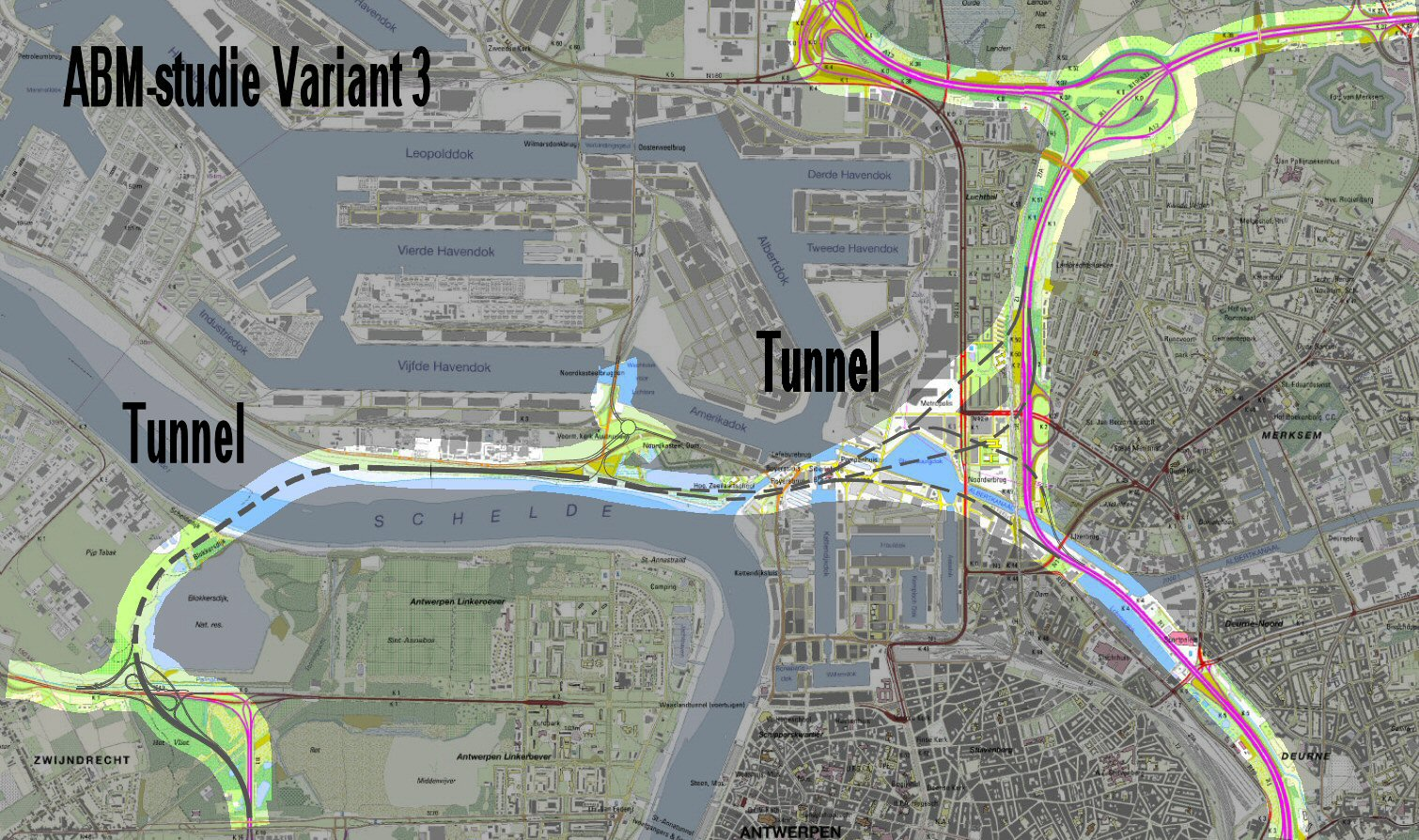
Variant 3
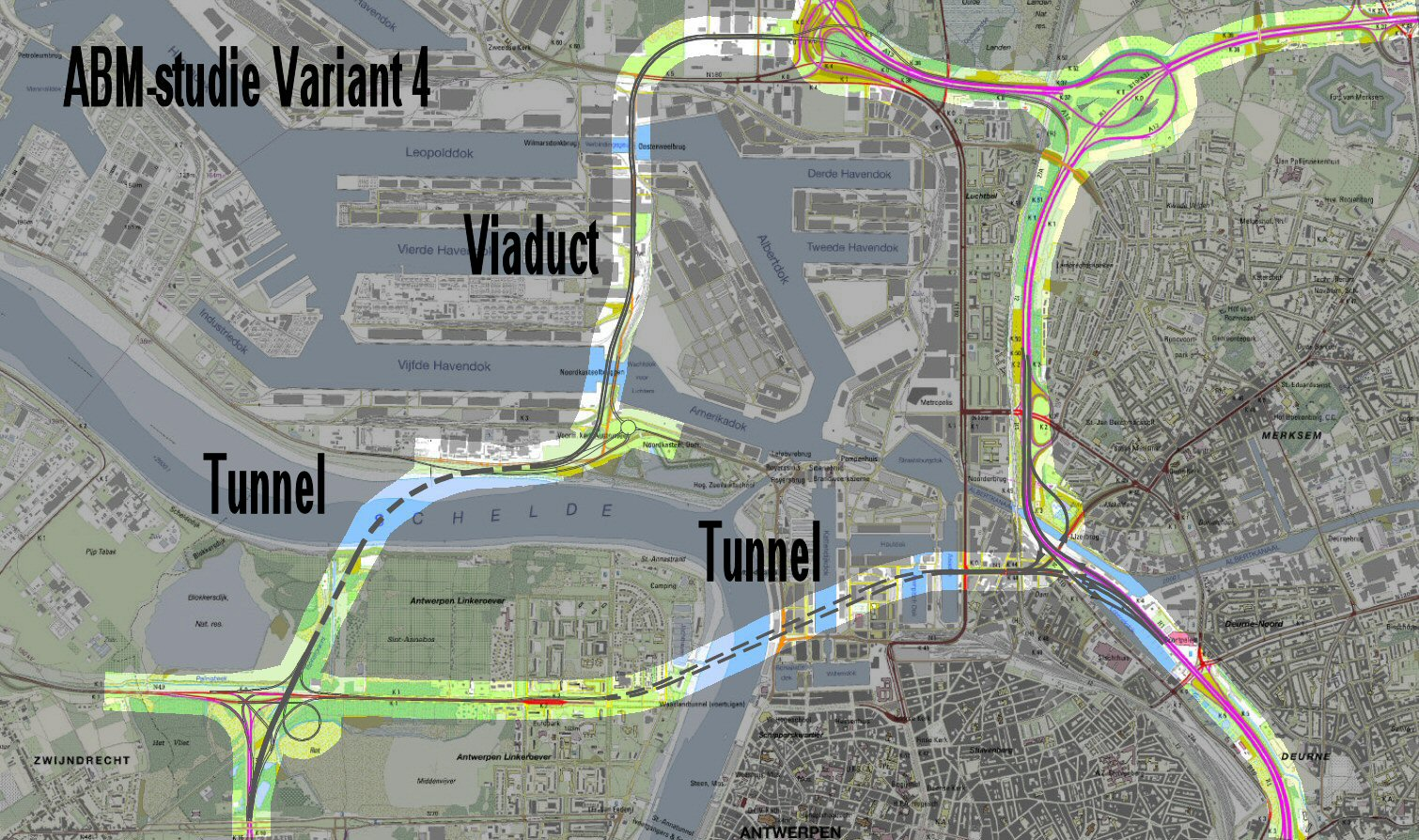
Variant 4
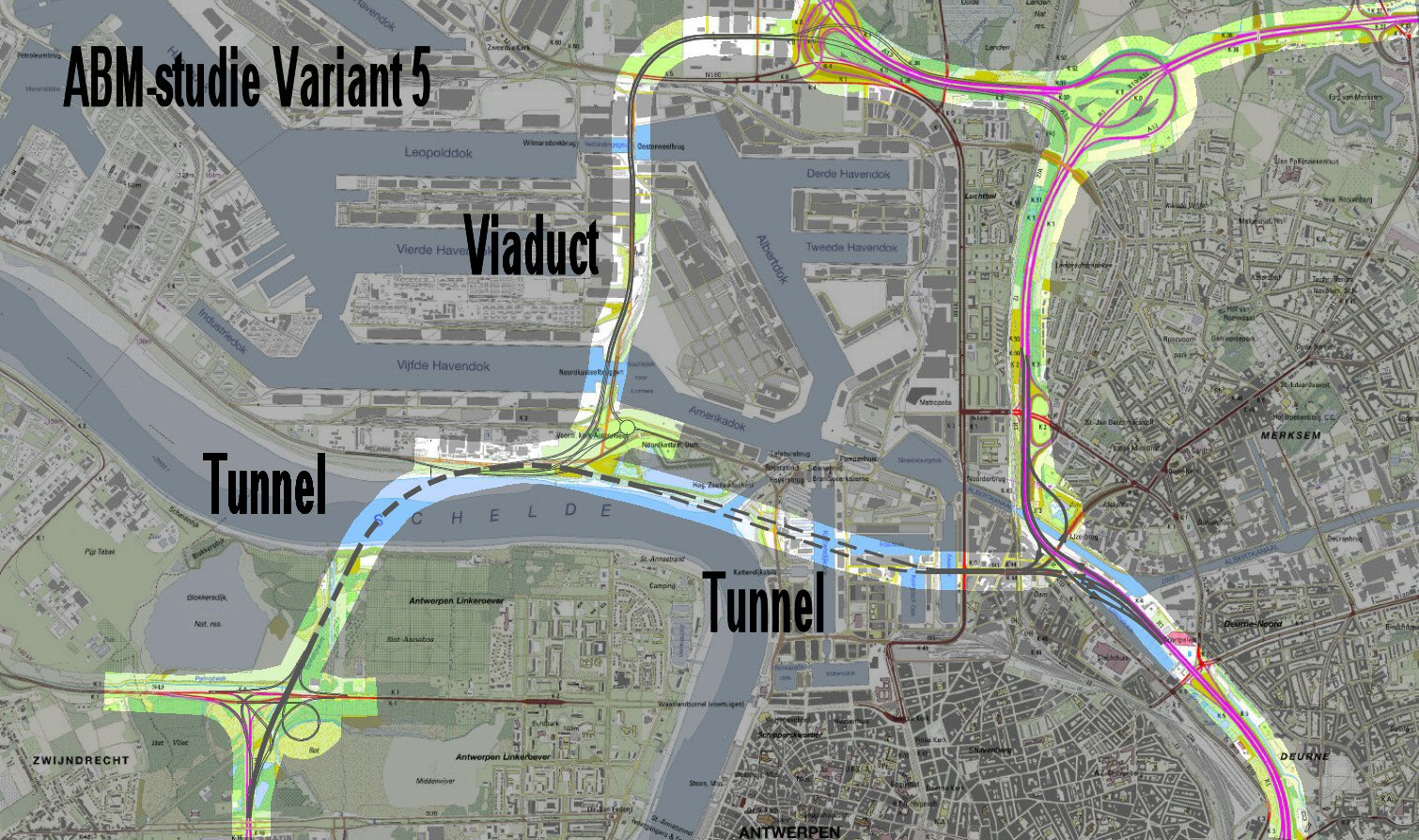
Variant 5
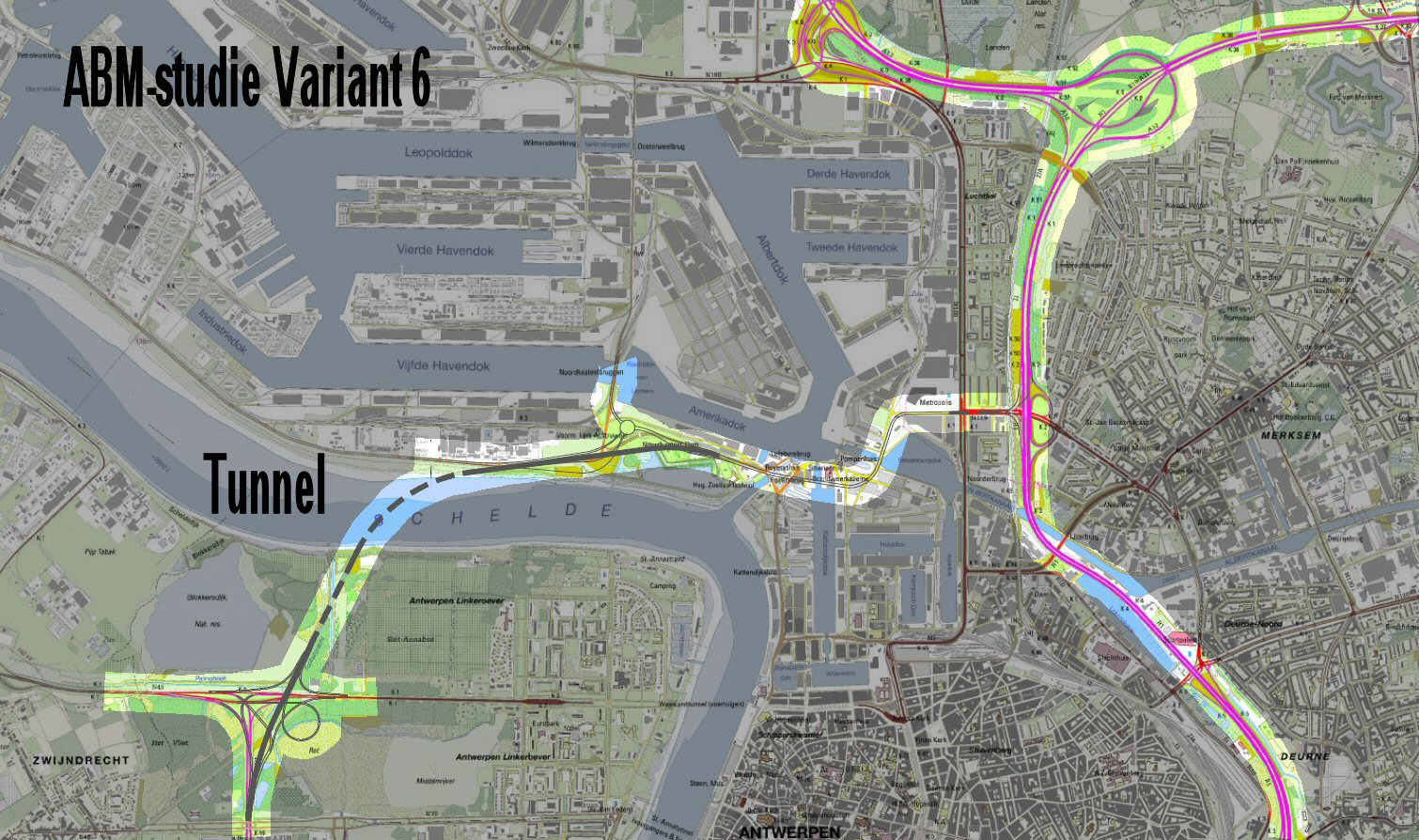
Variant 6
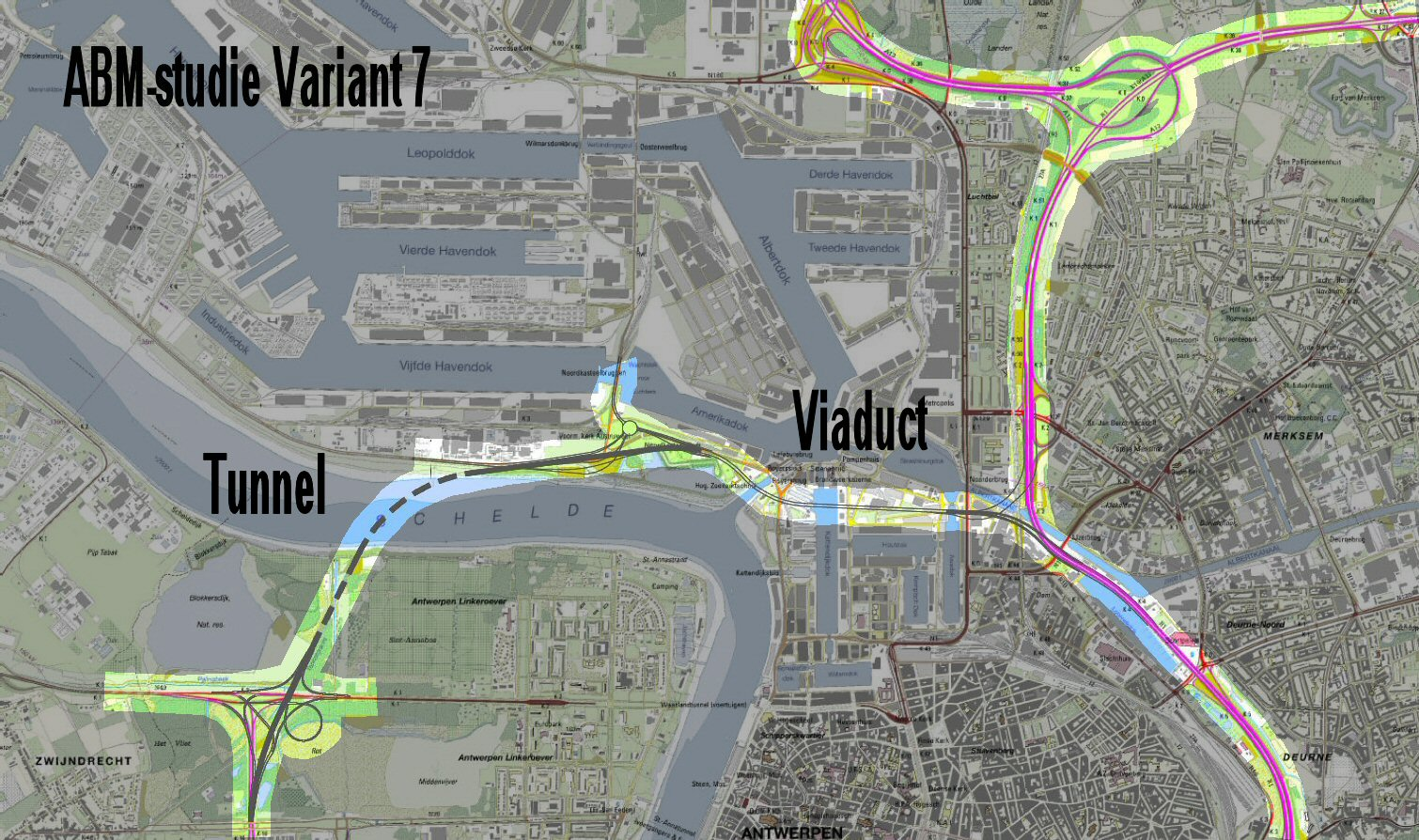
Variant 7

### Projectbegeleiding door BAM en SAM (2000-2005)
De Vlaamse regering keurde het [Masterplan Mobiliteit Antwerpen] goed op 15 december 2000. In die beslissing verklaarde ze zich akkoord om tol te heffen voor de financiering. Voor een vlotte en efficiënte realisatie van het plan werd ook beslist om een publieke naamloze vennootschap op te richten: de BAM (Beheersmaatschappij Antwerpen Mobiel, nu Lantis). Zo zou de Vlaamse overheid beschikken over een publiekrechtelijk instrument, waarbij flexibel en gespecialiseerd personeel aangetrokken kon worden aan marktconforme voorwaarden die niet haalbaar zijn binnen het Vlaams personeelsstatuut.
Het kadercontract voor de onderzoeken, de opmaak van de bestekken en de projectbegeleiding van de Oosterweelverbinding en alle andere masterplanprojecten werden in september 2001 toegewezen aan de tijdelijke vereniging SAM (Studiegroep Antwerpen Mobiel, bestaande uit Belgroma, Technum en Gedas), voor de gehele duur van de uitvoering van het Masterplan Mobiliteit Antwerpen. De realisatietermijn werd geschat op zes jaar, maar in oktober 2003 becijferde de TV SAM dat de werken ten vroegste in 2005 konden aanvangen vanwege de procedures en de inspraakmomenten. Het bestek raamde de kostprijs op 0,59 miljard euro, de SAM stelde dit in 2004 bij naar 0,95 miljard euro.
In september 2003 startte de BAM met de begeleiding van de masterplanprojecten. Bruno Accou, die kort daarvoor nog actief was bij KBC Securities, werd aangeduid als algemeen manager van de BAM. Yvan Verbakel, die tot dan als afdelingshoofd bij Wegen en Verkeer bij het dossier betrokken was, werd manager Operaties. Kris Blommaert werd manager Financiële Zaken en Leo Van der Vliet werd weggehaald bij de SAM en benoemd tot manager Bestuurlijke Zaken.
De raad van bestuur van de BAM oordeelde op 20 februari 2004 dat elk bouwonderdeel als afzonderlijk lot kon toegewezen worden aan een verschillende aannemer. Op 18 juni 2004 kwam ze hierop terug, stellende dat een aanbesteding in één geheel aan één consortium de voorkeur genoot. De procedure voor de aanbesteding startte op 9 juli 2004. De selectieprocedure werd gepubliceerd in het Bulletin der Aanbestedingen. Eind december 2004 werden vier consortia (de THV's Bouygues, LORO, Antwerpse Bouwwerken en Noriant) geselecteerd voor de verdere onderhandelingsprocedure. De start van de werken werd toen voorzien voor het eerste kwartaal van 2006.

### Brug of tunnel? (2005)
In februari 2005 kreeg het stadsbestuur als een van de eersten de maquette van het viaduct te zien. Prompt bestelde het een studie om te onderzoeken of een tunnelalternatief (Horvathtracé) haalbaar was. De BAM liet echter weten dat de prijs dan 850 miljoen euro duurder zou worden dan een viaduct en verklaarde dat het niet beschikte over financieringsruimte om die bijkomende kost te betalen. Tevens argumenteerde ze dat de projectwijziging zou kunnen leiden tot schadevergoedingen aan de ondernemingen die waren geselecteerd voor de onderhandelingsprocedure.
In het Vlaamse Parlement maakte minister Peeters (CD&V) op 24 februari bekend dat het viaduct zou luisteren naar de naam Lange Wapper. Hij gaf wel geen toestemming om de maquette van het viaduct te tonen aan de parlementsleden. Hij herhaalde dat het alternatief voor een brug, een tunnel onder het Eilandje, een paar jaar tijdsverlies zou betekenen. Hij vond dan ook dat het tijdstip was aangebroken om snel over tracé en uitvoering van de brug te beslissen.
In mei kende de EIB in een principebeslissing een lening toe van 700 miljoen euro. Op 10 juni besliste de Vlaamse regering op basis van het MER dat het Masterplan Mobiliteit Antwerpen integraal én met tolheffing op de Oosterweelverbinding zou worden uitgevoerd. De raming werd in juli verhoogd naar 1,345 miljard euro. Deze kostprijsverhoging was het gevolg van de wens van een mooiere brug (50 miljoen euro) en een betere aansluiting op de R1 (94 miljoen euro). Minister Peeters verwachtte de eerste spadesteek in 2008 en het openen van de verbinding ten vroegste in 2010.
Op 6 september presenteerde het burgercollectief stRaten-generaal een noordelijker gelegen tunnel als alternatief voor het tracé (stRaten-Generaaltracé). Zo zou, volgens eigen inzichten, meer verkeer weggeleid worden van de stad, zodat minder omwonenden hinder van de verkeersdrukte zouden ondervinden. Het burgercollectief pleitte er ook voor de Kennedytunnel open te houden voor vrachtverkeer.

### Het definitieve ontwerp (2005)
Op 16 september besloot de Vlaamse regering de Oosterweelverbinding te realiseren via het 'geoptimaliseerd middentracé'. In dit tracé wordt de R1 gesloten met een afgezonken tunnel onder de Schelde. Deze tunnel begint bij Linkeroever, tussen de Blokkersdijk en het Sint-Annabos. Bij de aanleg van de tunnel wordt het Sint-Annabos gebruikt als werfzone. Al tijdens de werken wordt het bos heraangeplant. De tunnel zou bovenkomen ter hoogte van het kerkje van Oosterweel, waar een knooppunt naar de haven zou komen. Vervolgens zou de Lange Wapperbrug de verbinding met het viaduct van Merksem vormen, dat ter hoogte van het Sportpaleis aan de zijde van het Lobroekdok verdubbeld wordt in breedte. Na deze beslissing werden de bestekdocumenten geleverd aan de geselecteerde aannemers (21 september).
Het voorstel van stRaten-generaal beschouwden de Vlaamse regering en de BAM als onhaalbaar. Het zou volgens de Vlaamse regering 2,0 miljard euro kosten en dus 650 miljoen duurder zijn. Bovendien dacht ze dat de Europese wetgeving niet zou toestaan tol te heffen op vrachtverkeer in de Kennedytunnel om de Oosterweelverbinding te financieren. Het burgercollectief drong erop aan dit uitdrukkelijk na te vragen aan de Europese Commissie, die de visie van stRaten-generaal in december 2008 bevestigde.
Eind oktober was het eerste inspraakmoment naar aanleiding van de opmaak van het GRUP voor de Oosterweelverbinding en de noodzakelijke werfzones. StRaten-generaal verduidelijkte in een bezwaarschrift nogmaals haar voorstel. Gouverneur Paulus verklaarde dat echt alle alternatieven reeds werden onderzocht, inclusief het voorstel van stRaten-generaal, maar vreesde dat een nieuw onderzoek twee jaar vertraging zou betekenen en dat aannemers schadeclaims zouden indienen als het project nog gewijzigd zou worden.
De ontwerpen van de verschillende consortia moesten beoordeeld worden op hun architecturale kwaliteit. Hiervoor werd de Kwaliteitskamer opgericht. Op 27 november keurde de Vlaamse regering de samenstelling goed: gouverneur Paulus werd voorzitter; Marcel Smets, de Vlaamse bouwmeester, werd ondervoorzitter. Als internationale experten werden prof Cecil Balmond, prof Jörg Schlaich en prof ir. Dirk Sijmons aangekondigd. Ook in de BAM werden nieuwe leden aangesteld (februari 2006). Nadat de bestekdocumenten in september waren overgemaakt, had Bruno Accou besloten over te stappen naar Dexia Bank België. Als nieuwe CEO werd Jan Van Rensbergen aangeduid, voorheen administrateur-generaal was bij het Openbaar Psychiatrisch Ziekenhuis (OPZ) in Geel. Ir. Patrick Debaere werd projectleider voor de Oosterweelverbinding; hij werd als lid van de raad van bestuur vervangen door Wivina Demeester (CD&V).

### Aanneming (2006-2008)
De VLACORO (Vlaamse Commissie voor Ruimtelijke Ordening) adviseerde op 14 maart om het stRaten-Generaaltracé te bestuderen in het MER. De Cel Milieueffectenrapportage besliste eveneens dat dit voorstel ernstig onderzocht moest worden. Een maand later vertelde Jan Van Rensbergen aan Trends echter dat al wie een tunnel voorstelt in plaats van een viaduct zichzelf buitenspel zet. Het GRUP-Oosterweelverbinding werd dan ook zonder fundamentele wijzigingen vastgelegd (16 juni). Het stadsbestuur had er in haar bezwaar over het openbaar onderzoek nochtans voor gepleit om de voorschriften minder specifiek te maken omdat ze enkel een viaduct mogelijk maakten. Dit is ook de reden dat de aannemersgroep rond de firma Bouygues, die een tunnelvariant voorstelde, geen offerte in kon dienen. De drie andere aannemersgroepen dienden hun offerte in op 23 juni 2006.
Op 26 juni werden de tien leden van de Kwaliteitskamer officieel voorgesteld. Ze werd aangevuld met de Antwerpse bouwmeester Kristaan Borret en, als vertegenwoordiger van de Vlaamse administratie, met ir. Dirk Brusselaers, voormalig adjunct-kabinetschef van minister Van Mechelen. Prof ir. Cecil Balmond, een autoriteit op het vlak van structureel ontwerpen, liet zich van bij de aanvang vervangen door ir. Joop Paul, directeur van Arup Nederland, die o.a. meewerkte aan de bouw van de Nesciobrug. Prof ir. Jörg Schlaich, erudiet brugontwerper, nam ontslag na de eerste vergadering van de Kwaliteitskamer. 'Het heeft geen zin om deel te nemen aan een competitie waar je geen jury hebt met hoogstaande brugingenieurs met kennis van het ontwerpen ervan.' citeerde Humo uit zijn ontslagbrief.
Op 13 oktober wordt de THV Antwerpse Bouwwerken geweerd als kandidaat voor het uitvoeren van de werken. Haar ontwerp, een eendeksbrug naar een ontwerp van Norman Foster voldeed niet aan de vraagspecificaties. Op 17 november werd ook de THV Loro niet weerhouden door de kwaliteitskamer. Zo bleef enkel de THV Noriant over als kandidaat voor het DBFM-contract. Op 1 oktober 2007 diende het zijn Best And Final Offer (BAFO) voor de bouw van de Oosterweelverbinding in. Het sluiten van het contract bleef uit tot in 2009, volgens de De Tijd (8 maart 2008) was dit omdat er nog noodzakelijke veiligheidsaanpassingen aan de oorspronkelijke bouwplannen toegevoegd moesten worden.
In juni 2008 werden de kosten geraamd op 2,5 miljard euro. Het project voorzag dat de investeringen voor de Oosterweelverbinding terugverdiend dienden te worden door de tolinkomsten van de Oosterweeltunnel. Om die inkomsten veilig te stellen wordt op verzoek van de banksector de Kennedytunnel gesloten voor vrachtverkeer zodra de Oosterweelverbinding operationeel is. Tevens mogen er gedurende 35 jaar geen beslissingen worden genomen die de verkeersintensiteit in de Oosterweeltunnel zouden kunnen verminderen.

### Kritiek op de onderzoeken (2007-2008)
In april 2007 werd het MER voltooid en publiek bekendgemaakt. Toen bleek dat het onderzoek van het stRaten-Generaaltracé al op 8 juni 2006 werd afgerond, net voordat de Vlaamse regering het GRUP goedkeurde. Straten-Generaal vermoedde dat haar voorstel niet objectief werd onderzocht en vond dat er minstens 'een zweem van partijdigheid' over het rapport hing. De documentaire uitgezonden op 26 oktober 2008 op Canvas wekt ook de indruk dat BAM louter toewerkt naar haar eigen tracé en andere plannen negeert, terwijl ze beweert juist een breed maatschappelijke debat te houden. Bovendien wordt tijdens het project-MER het stRaten-Generaaltracé onderzocht door TV SAM, de ontwerper van het BAM-tracé. Volgens de documentaire wekt dit de schijn van belangenverstrengeling die tegenstrijdig is met de wetgeving. StRaten-generaal vatte haar grieven samen in een lijvige nota en leverde die aan minister Crevits. Hierop kwam geen antwoord. Het burgercollectief stelde haar vraag opnieuw via de Vlaamse Ombudsman, die het burgercollectief in het gelijk stelde. Het antwoord van de ombudsman werd het voorwerp van een klacht bij de Raad van State.
Omwille van het toenemende protest besloot de Vlaamse regering op 27 juni 2008 om een grondig onafhankelijk onderzoek te laten uitvoeren naar de alternatieven voor de Oosterweelverbinding inclusief het BAM-tracé. Voor het einde van 2008 wenste minister-president Peeters duidelijkheid over het tracé. Hiervoor werd een Europese aanbesteding uitgeschreven. Gelijktijdig besliste de regering om de raad van bestuur van de BAM te herschikken om het vertrouwen in de beheersmaatschappij te herstellen. Drie leden van de raad van bestuur van de BAM, waaronder voorzitter Fernand Desmyter, werden vervangen door bedrijfsleiders (Karel Vinck, Toon Colpaert (voorzitter van Infrabel) en Wouter De Geest (BASF)). De drie nieuwe bestuursleden moesten hun ervaring en hun contacten in de schaal werpen om het maatschappelijk draagvlak voor het BAM-tracé te vergroten, verduidelijkte de minister-president. Voor het leiden van de raad van bestuur dacht de regering aanvankelijk aan Wivina Demeester, maar die had geweigerd.
Op 18 december 2008 verduidelijkte de Eurocommissaris Vervoer, Antonio Tajani per brief aan de Vlaamse regering dat tolheffing aan de Kennedytunnel op vrachtverkeer, zoals in 2005 voorgesteld door stRaten-generaal, toegestaan is.

### Het Arup-/Sumonderzoek (2008-2009)
Eind oktober 2008 werd de opdracht voor het onafhankelijk onderzoek toegewezen aan het studiebureau Arup/Sum Research. Een begeleidingscommissie met enkel Vlaamse ambtenaren uit de verschillende betrokken departementen en het Vlaams Verkeerscentrum moest waken over de neutraliteit en de volledigheid van de studie. Voor het onderzoek kreeg het studiebureau de tijd tot begin februari 2009. De resultaten van dit onderzoek werden op 4 maart 2009 bekendgemaakt. De conclusie was weinig bevredigend voor het BAM-tracé, namelijk dat alle tracés technisch haalbaar waren, maar geen enkel rendabel volgens de randvoorwaarden van de Vlaamse regering. Het BAM-tracé bleek wel 304,4 miljoen euro (10,1%) goedkoper te zijn dan het stRaten-Generaaltracé. Omwille van zijn voorgeschiedenis was het BAM-tracé ook beter voorbereid. Het stRaten-generaal-tracé bleek de betere van de drie op alle duurzaamheidsindicatoren (mobiliteit, mens en leefomgeving en milieu). Het Horvathtracé bleek de duurste en minst duurzame oplossing. Het onderzoeksbureau suggereerde in de conclusies voor een beter management van het gebruik van het wegennet, de invoering van elektronische tol en een optimalisatie van het boortunnelvoorstel van stRaten-generaal in noordelijke richting (Arup-/Sumtracé).
Dadelijk na de presentatie concludeerde minister Van Mechelen dat het BAM-tracé de beste oplossing bleek. De overige leden van de Vlaamse regering waren het hier niet mee eens. Zij stelden zich de vraag wat het nut is van een studie van 400 pagina's waarvoor zo'n 2,3 miljoen euro wordt betaald, als je die meteen naast je neerlegt. Op vrijdag 7 maart 2009 vroeg de minister-president aan de verschillende betrokkenen (StRaten-generaal, BAM en haven) om een week later hun bevindingen kenbaar te maken. De BAM titelde haar evaluatie: "Arup/Sum kiest onomwonden voor het BAM-tracé". Het ontlokte Robert Voorhamme, Vlaams parlementslid, op 17 maart 2009 tijdens een interpellatie van minister Van Mechelen de reactie dat de BAM argumenten uit het rapport hanteerde die zelfs voor een leek duidelijk onjuist zijn.
De Vlaamse adviescommissie voor volksraadplegingen adviseerde op 23 maart 2009 om de oorspronkelijke vraag van september 2008 te actualiseren omdat de resultaten van het onafhankelijk onderzoek toen bekend waren gemaakt. De auditeur van de Raad van State concludeerde in juni dat er inderdaad sprake van belangenvermenging was bij de opmaak van het MER. Daarom besloot de Vlaamse regering op 28 maart 2009 de stad Antwerpen tijd te geven om het Arup-/Sumtracé alsnog te onderzoeken. De Gazet van Antwerpen oordeelde dat het dossier zo minder de inzet zou worden van de Vlaamse verkiezingen van 7 juni 2009. De Vlaamse regering diende echter ook alvast de bouwaanvraag voor het BAM-tracé in.

### Aanloop en gevolgen van de volksraadpleging (augustus-november 2009)
In opdracht van de ontwerpers van het BAM-tracé peilde het onderzoeksbureau TNS-media in augustus 2009 naar de mening van de Antwerpenaar in het vooruitzicht van de geplande volksraadpleging. Dit onderzoek wees uit dat slechts 1 op 3 van de Antwerpenaren gewonnen was voor het BAM-tracé. Het onderzoek gaf ook aan dat meer dan de helft van de Antwerpenaren voorstander was van het Arup-/Sumtracé en er weinig echte tegenstanders waren van dit tunnelalternatief. De actiecomités Ademloos en StRaten-generaal wilden de bevolking meer naar dit alternatief bevragen, maar de Antwerpse gemeenteraad wees deze eis op 3 september 2009 af omdat ze vond dat deze vraag het alternatieve tracé zou gaan "legitimeren".
De actiegroep Ademloos was in september 2008 gestart met het verzamelen van de nodige handtekeningen voor de organisatie van een volksraadpleging over het BAM-tracé. Op 18 oktober 2009 werd deze te Antwerpen gehouden. De vraag luidde: "Moet de stad Antwerpen een gunstig advies geven voor de stedenbouwkundige vergunning van de Oosterweelverbinding op het huidig voorziene tracé tussen Zwijndrecht/Linkeroever en Merksem/Deurne? Ja of Neen?". 40,76% zei "Ja" en 59,24% "Neen". De uitslag van deze volksreferendum was evenwel niet bindend. Het was enkel een advies dat de bevolking van Antwerpen en zijn districten geeft aan de gemeenteraad van de stad Antwerpen die op zijn beurt adviseert aan de Vlaamse regering. De opkomst lag met 35% vrij laag, bovendien was er een ongelijke verdeling tussen de noordelijke zone in Antwerpen en de zuidelijke. Journalist Bart Brinckman trok mede hierdoor de legitimiteit van de volksraadpleging in twijfel. "Op de keper beschouwd heeft 20% van de Antwerpenaren neen gezegd en 14% ja" schreef hij in zijn openingsstuk. “Twintig procent van de Antwerpenaren kantte zich tegen de Lange Wapperbrug. Haast 80 procent heeft er geen probleem mee of vond het onderwerp niet belangrijk genoeg voor een wandeling naar het kieslokaal.", oordeelde hij die dag in een volgend stuk.
Vier dagen na de volksraadpleging, op 22 oktober, maakte minister-president Peeters bekend dat hij het dossier en het proces om te komen tot een duurzame mobiliteit in en rond Antwerpen zelf zou aansturen. Hiervoor werd het ministerieel comité DAM (Duurzame Antwerpse Mobiliteit) opgericht. Lid van dit comité werden de minister-president zelf, vice-ministers-presidenten Lieten en Bourgeois, minister van Mobiliteit en Openbare Werken Crevits en minister van Financiën en Ruimtelijke Ordening Muyters. Bijkomend werden ook zeven werkgroepen opgericht die zich elk buigen over één aspect van het dossier. De werkgroepen werden samengesteld uit een vaste kern van kabinetsleden van de betrokken ministers, de Inspectie van Financiën, het pps-kenniscentrum, Via-invest en de nv Liefkenshoektunnel. Het stadsbestuur, het Vlaams Verkeerscentrum en de BAM waren in enkele van de werkgroepen vertegenwoordigd. Het DAM-comité kwam voor het eerst samen op 13 november. Tijdens de 13e opvolgingscommissie in het Vlaams Parlement op 22 januari 2010 klaagde het Rekenhof aan dat het geen zicht had op de werking van de DAM.
Op 23 oktober 2009 bracht het stadsbestuur een ongunstig advies uit voor de verbinding. Het stadsbestuur was van oordeel dat de aanvraag op tal van domeinen niet voldeed. Zo argumenteerde het bestuur onder meer dat het project tegenstrijdig is met de doelstellingen van het Antwerps structuurplan, dat de plannen onveilige situaties bevatten en dat de verkeerstechnische uitwerking vatbaar is voor verbetering. Tevens merkte het stadsbestuur op dat het dossier materieel onvolledig is, niettegenstaande het afgeleverde volledigheidsbewijs van de Vlaamse administratie.

### Voorstel van het Forum Antwerpse Mobiliteit 2020 (november 2009 - maart 2010)
In november 2009 raakte bekend dat Forum Antwerpse Mobiliteit 2020, een groep van bedrijfsleiders (Christian Leysen, Geert Noels, Robert Restiau, Nicolas Saverys, Jan van den Nieuwenhuijzen, Jan Vercammen en Jean-Jacques Westerlund) en academici (Bruno De Borger, Walter Nonneman en Willy Winkelmans), na de volksraadpleging besliste om zelfstandig de mobiliteitsproblematiek van Antwerpen te bestuderen. De opdracht voor de uitwerking van de studie vertrouwden ze toe aan Manu Claeys en Peter Verhaeghe van stRaten-generaal. Christian Leysen stelde dat het forum 'eigen oplossingen wil aanreiken voor de Antwerpse mobiliteitsproblematiek die technisch en financieel haalbaar zijn'. Volgens het forum moesten die voorstellen tevens voor iedereen aanvaardbaar zijn en uiterlijk voor 2020 realiseerbaar. De randvoorwaarden die de Vlaamse regering koppelde aan het masterplan weerde het forum bewust als uitgangspunt voor haar studie. Dit liet volgens hen toe vanuit een ruime invalshoek te zoeken naar oplossingen.
In februari 2010 deed de Raad van State uitspraak in verband met de belangenvermenging bij de opmaak van de MER's. Het hof nam de conclusies van de auditeur niet in overweging. De klacht omvatte een onduidelijkheid waardoor niet voldaan werd aan de vereisten voor een inhoudelijke behandeling van de klacht door de Raad van State. De DAM-werkgroep betreffende de vergunningen concludeerde op 20 maart dat het bijgevolg mogelijk blijft dat de onafhankelijkheid van de MER-deskundigen opnieuw aan bod kan komen in eventuele procedures bij afgifte van de stedenbouwkundige vergunning.
Op 24 februari 2010 stelde het forum zijn alternatief, het Meccanotracé, voor het eerst voor. Een van haar belangrijkste uitgangspunten was het weghouden van het doorgaand verkeer van de R1 in Antwerpen door een combinatie van verbindingen tussen de verschillende snelwegen aan de noordzijde van Antwerpen. Op dezelfde dag werd ook een vernietigende DAM-nota gepubliceerd over het Memorandum van het Forum 2020. De pers was globaal lovend voor de nieuwe invalshoek die het forum aanreikte. De krant De Standaard daarentegen oordeelde op 25 februari 2010 dat het voorstel achilleshielen bij de vleet had. Volgens de krant zou het tunneltracé minstens zes gevaarlijke petrochemische bedrijven kruisen. Diezelfde dag, daags voordat het Forum 2020 een toelichting zou geven aan het Antwerpse stadsbestuur, maakte havenschepen Marc Van Peel (CD&V) in de Gazet van Antwerpen duidelijk dat hij de Wapper Light als enige optie zag. Het Forumvoorstel beschouwde hij niet langer als een optie omwille van de 20% opoffering van havengronden en het ontbreken van tijd voor aanvullend studiewerk. Tijdens het actualiteitsdebat over de Oosterweelverbinding op 3 maart 2010 vergeleek Dirk de Kort (CD&V) het Forum 2020 met het verhaal van de Tien Kleine Negertjes omdat naar zijn zeggen de groep van tien verschrompelde en niet langer kritisch achter haar plan zou staan. Het Forum 2020 antwoordde hierop de volgende dag tijdens het parlementaire debat dat het niet begreep waarom Dirk de Kort zulke geruchten lanceerde. "Alsof een groep van onafhankelijken zich zou distantiëren van zijn eigen conclusies," besloot topman Christian Leysen. Hij gaf hierop aan Dirk De Kort het stripverhaal Kuifje in Afrika omdat hij het verhaaltje van de Tien Kleine Negertjes niet had kunnen vinden.
Eind maart 2010 meldde de gemeente Schoten geen bezwaren te hebben tegen een ondertunnelde snelweg op haar grondgebied. De gemeente Zwijndrecht vroeg op hetzelfde ogenblik aan de Vlaamse Regering om het alternatief tracé ernstig te onderzoeken omdat het volgens de gemeenteraad mogelijk een betere mobiliteit en leefbaarheid in en rond de gemeente bewerkstelligt.

### Herziening van het plan (maart 2010 - 2017)

#### Dubbelbesluit
Op 30 maart 2010 besliste de Vlaamse regering principieel in te stemmen met het Masterplan 2020. Dit plan is een herbevestiging van de vroegere visie over de Antwerpse mobiliteit en van haar beslissing van 28 maart 2009. Tevens wordt in dit "dubbelbesluit" een tunneltracé op het tracé van de viaduct in overweging genomen. Als voor de zomer 2010 dit tunneltracé technisch onmogelijk zou blijken, duurder zou zijn of de bouw meer tijd in beslag zou nemen, zou de oorspronkelijke brugvariant alsnog worden uitgevoerd. Aanvullend wordt ook de aanleg van de A102 voorzien om een deel van het doorgaand verkeer van de R1 af te leiden.
Het weekblad Trends maakt op 22 juni 2010 bekend dat de BAM een naamswijziging overweegt. Omwille van het verleden van de Beheersmaatschappij Antwerpen Mobiel werd geoordeeld dat het bedrijf met zijn huidige naam geen doorstart zou kunnen maken met een fris imago. Het gebruik van rebranding werd als communicatiestrategie door BAM eerder gebruikt tijdens de volksraadpleging in oktober 2009. De BAM voerde toen campagne onder de naam Vooruit met Antwerpen en wijzigde de tracénaam Oosterweelverbinding in Natuurlijk tracé.
Op 22 september 2010 werd de beslissing genomen te kiezen voor de tunnelvariant (3,05 miljard euro) van het BAM-tracé. De meerkost voor deze keuze (geschat op 352 miljoen euro) zou door de Stad Antwerpen en de haven gedragen worden. De aanleg van een ondergrondse A102 (700 miljoen euro à 1 miljard euro) werd bevestigd maar zal slechts worden aangevat na de voltooiing van het BAM-tracé. Bovendien werd aanvullend in de eindonderhandeling ook beslist een ondertunneling te realiseren van de R11 (425 à 530 miljoen euro) tussen de E313 en de E19 na 2021. De globale raming voor de bouw van de Oosterweelverbinding, A102 en R11 samen varieert tussen 4,2 miljard en 4,6 miljard euro. De voorziene verbreding van de volledige R1, zoals voorzien in het Antwerpse Masterplan sinds 2004, zou door de uitvoering van de beide tangenten aan de oostzijde van de stad geen noodzaak meer zijn en werd geschrapt uit het Masterplan.

#### plan-MER en MKBA
Op 5 februari 2014 werd het plan-MER voor de Oosterweelverbinding afgewerkt, waarin de tunnel van het dubbelbesluit vergeleken werd met het Meccanno-tracé, een Oosterweel-Noord-tracé (het Arup-SUM-tracé), een centrale tunnel en een bijkomende Kennedytunnel. De Oosterweelverbinding scoorde hier het beste inzake mobiliteit, Meccanno en Oosterweel-Noord werden ook performant bevonden en behaalden een tweede plaats. Inzake leefbaarheid waren er geen significante verschillen inzake geluid en fijn stof, maar scoorde Meccanno door zijn ligging ver van het stadscentrum het beste inzake algehele leefbaarheid door significant verschil in NO2-uitstoot. Oosterweel scoorde qua leefbaarheid goed ter hoogte van de zuidelijke R1, maar minder goed in Deurne-Noord, Merksem en Luchtbal.
Wanneer op 14 februari ook de maatschappelijke kosten-batenanalyse (MKBA) afgewerkt was, kon de Vlaamse Regering een definitief besluit nemen. Aangezien Oosterweel de beste mobiliteitsoplossing zou bieden, de regering de verschillen inzake leefbaarheid niet doorslaggevend bevond en volgens de MKBA, waarin ook de milieu-aspecten werden afgewogen, Oosterweel meer dan 30 procent maatschappelijk rendabeler zou zijn dan Meccanno (vooral inzake onderhoud) werd de keuze voor de Oosterweelverbinding vastgelegd. Om de negatieve effecten rond Merksem en Luchtbal, vermeld in het plan-MER, te beperken, werd er eveneens gekozen om de ring ter hoogte van het Albertkanaal ook in een tunnel te leggen, in plaats van de eerder voorgestelde brug.

#### Akkoord maart 2017
In maart 2017 bereikte de Vlaamse regering een akkoord met de actiegroepen rond een aangepaste Oosterweelverbinding. De actiegroepen zouden hun procedures tegen BAM-tracé bij de Raad van State staken in ruil voor beloftes omtrent de overkapping van de R1 en het meer gericht sturen van het verkeer. Dit laatste zou gebeuren door een sturende tolheffing en het schrappen van de noordelijke kanaaltunnel tussen de Oosterweelverbinding en de E19-noord. Hierdoor wordt de druk op de Oosterweeltunnel verlicht, maar ook die op de Kennedytunnel en de sectie ter hoogte van het Sportpaleis. In plaats hiervan wordt er meer verkeer via de vandaag onderbenutte Liefkenshoektunnel gestuurd, het zogeheten "radicale haventracé".

### Uitvoering van de werken
Op 2 maart 2015 werden de concrete plannen voor het uitvoeren van de werken door de Vlaamse regering voorgesteld. Eerder wou die regering het hele project via een publiek-private financiering niet in de begroting laten opnemen, maar daar ging de Europese Unie niet mee akkoord. De regering besliste de financiering van de Oosterweelverbinding op te nemen in de begroting en het project van in totaal 3,3 miljard euro te verdelen in vijf deelprojecten: Linkeroever, de Scheldetunnel, het Oosterweelknooppunt, de kanaaltunnels en de R1-noord (viaduct van Merksem). De stedenbouwkundige vergunning werd verwacht tegen maart 2017, waarna de werken zouden kunnen starten in de zomer van 2017. Om de voordelen voor linkeroever zo snel mogelijk te realiseren, werd voor dit onderdeel en aparte project-MER en vergunningentraject opgestart. De regering engageerde zich ook om een maximale overkapping van de ring te onderzoeken. Daarvoor werd een projectregisseur aangesteld.
In maart 2018 werd uiteindelijk begonnen met de eerste werken, meer bepaald met het rooien van de bossen op Linkeroever. In juni 2020 had bouwheer Lantis (voorheen BAM) de aannemers voor de Scheldetunnel gekozen, die waarschijnlijk vanaf november 2020 hun bouwvergunning zouden krijgen; de aannemers begonnen alvast met voorbereidend studiewerk voor de praktische uitvoering van de bouwwerkzaamheden.
Vanaf maandag 12 april 2021 startte Rinkoniên – de aannemer van de Oosterweelwerken Linkeroever/Zwijndrecht - met de afwerking van het tijdelijk knooppunt Sint-Anna. De aanleg van het nieuwe knooppunt Sint-Anna zelf startte op 1 augustus. Het nieuwe knooppunt Antwerpen-West werd op 12 mei 2023 in gebruik genomen, tegelijkertijd werd oprit Linkeroever afgesloten.
Vanaf 18 oktober 2021 zijn voorbereidende werken gestart ter hoogte van Merksem en Luchtbal. De opritten werden er afgesloten en sinds februari 2023 werd ook afrit Merksem, komende van Nederland, afgesloten tot 2030.

### PFOS-vervuiling
In de periode 2016-2018 werd, tijdens het bodemonderzoek voorafgaand aan de Oosterweelwerken op Linkeroever en in Zwijndrecht, de omvang van de historische PFOS-vervuiling duidelijk. Dit leidde in juni 2021 tot het PFOS-schandaal. De Raad van State heeft op 19 april 2022 de tenuitvoerlegging van diverse voortgangsdocumenten geschorst vanwege het voorgenomen gebruik van met PFAS vervuilde grond, wat het grondwater verder zou kunnen aantasten door uitloging en wat op het eerste gezicht ook strijdig was met de wetgeving rond het beheer van afvalstoffen. De Raad vernietigde op 12 juli 2024 de technische verslagen uit 2022, die nodig waren om verontreinigde grond te hergebruiken, en bevestigde daardoor dat Lantis en Grondbank vzw het Vlaams reglement over de bodemsanering in die verslagen verkeerd hebben geïnterpreteerd in hun voordeel. Daardoor konden ze grote stukken met PFAS vervuilde grond verplaatsen zonder die eerst te saneren. Toch moesten de werken niet worden stilgelegd.

## Voorstellen tracés
Doorheen de jaren hebben heel wat verschillende tracévoorstellen op tafel gelegen, pas in maart 2017 werd het definitieve tracé vastgelegd.
De Vlaamse regering gaf de nv BAM de opdracht om het BAM-tracé uit te werken. Vanaf 2003 communiceerde de BAM hierover zelden tot niet. Juist door de gebrekkige communicatie van BAM stond het project meer en meer ter discussie. Vanuit verschillende sectoren werd kritiek geuit op gebreken inzake verkeersveiligheid, het omrijden van vrachtverkeer omwille van het sluiten van de Kennedytunnel, de fijnstofproblematiek en de gevolgen voor de stedelijke ontwikkeling van Antwerpen. De BAM stelde het originele tracé voor het eerst voor in februari 2005.
In april 2005 onderzocht prof. ir. Horvat in opdracht van de stad Antwerpen of dit tracé ook ondergronds kon worden aangelegd. In september 2005 stelde het burgercollectief stRaten-generaal een noordelijker alternatief tracé voor. Alle tracés gaan uit van een tunnel onder de Schelde, grofweg tussen het knooppunt Antwerpen-West en het Noordkasteel. Hoe de tracés aan weerszijden aansluiten verschilt per tracé.
De Leuvense transporteconomen Stef Proost en Saskia Van der Loo zijn van oordeel dat de Oosterweelverbinding economisch onverantwoord is. De aanpassingen aan de tracés en het design van het BAM-tracé noemen ze in hun studie naar de economische baten van de Oosterweelverbinding als irrelevante kanttekeningen bij een economisch onrendabel project.

### BAM-tracé of Oosterweeltracé

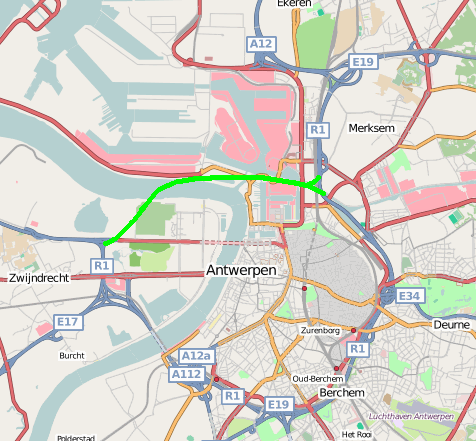
Locatie BAM-tracé

Het BAM-tracé, vaak ook simpelweg Oosterweeltracé genoemd, voorziet een herwerking van de verkeersknoop op Linkeroever, de bouw van een tunnel onder de Schelde, een knoop aan het Noordkasteel en een verbinding (viaduct of tunnel) met de R1 ter hoogte van de Groenendaallaan en Bisschoppenhoflaan. Het werd voor het eerst publiek voorgesteld in 2005. In 2007 werd de THV Noriant als enige kandidaat voor de bouw van het tracé weerhouden. In 2009 werd voor het Norianttracé een bouwvergunningsaanvraag ingediend.
Sinds 2008 wijst steeds meer wetenschappelijk onderzoek op het oorzakelijk verband tussen gezondheidsproblemen en de nabijheid van drukke snelwegen. De actiegroep Ademloos vestigde vanaf 2008 de aandacht op die gezondheidsgevolgen van vervuiling (fijnstof) omwille van de hoge bevolkingsconcentratie langs de R1. Het onafhankelijk onderzoek van Arup/Sum van februari 2009 in opdracht van de Vlaamse regering bevestigde dat het BAM-tracé een grote impact had op de woon- en leefkwaliteit aan de noordzijde van Antwerpen alsook op de stedelijke ontwikkeling van die gebieden. Daarom werd in 2005 (Horvathtracé), 2008 (Royersluistracé) en 2010 (Dubbelbesluittracé) onderzoek verricht naar een ondertunnelde versie. Nadat de bevolking het BAM-tracé had weggestemd (18 oktober 2009), zijn de Wapper Light en DAM III onderzocht.
In september 2010 concludeerde het studiebureau Transport & Mobility Leuven dat voor het BAM-tracé een verbreding van de R1 een noodzaak zou zijn om de verkeersdrukte te kunnen beheersen. Een splitsing van de R1 in een doorgaande en stedelijke ringweg zou echter leiden tot een betere doorstroming op de doorgaande snelweg en congestie op de stedelijke ringweg. De Vlaamse regering besliste enkele dagen later om de verbreding van de R1 te schrappen en te vervangen door de aanleg van een ondertunnelde R11 en A102.

#### Viaductvarianten

##### Norianttracé of Natuurlijk tracé
Bij het Norianttracé daalt de afgezonken Oosterweeltunnel in het Sint-Annabos achter een tolplein onder de Schelde en komt op de rechteroever parallel met de Scheldelaan ter hoogte van het Noordkasteel bovengronds. Aansluitend is een stijgend knooppunt voorzien van een op- en afrit in alle richtingen. Dit knooppunt gaat vervolgens over in een verbindingsgebouw waarin de beide rijrichtingen boven elkaar komen te liggen. Dit verbindingsgebouw klimt terzijde van de Hogere Zeevaartschool in de richting van een dubbeldeksviaduct en dwarst er de Oosterweelsteenweg.
Aansluitend hierop overspant de Lange Wapperviaduct de Royerssluis, het Suezdok, de Straatsburgbrug, het Straatsburgdok en de Noorderlaanbrug. Op de terreinen van De Lijn aan de Tjalkstraat splitst de dubbeldeksviaduct zich in twee armen met telkens twee rijstroken. De noordelijke arm draait terzijde van het Sint-Jozefinstuut, een instelling voor fysiek en mentaal gehandicapte kinderen, over de spoorweg en de rijstroken in zuidelijke richting van de R1. Daar gaat de viaductarm over in een verbindingsgebouw. Voorbij dit gebouw sluiten de beide rijrichtingen links aan op de R1 ter hoogte van Luchtbal, achter het op-en afrittencomplex van de Groenendaallaan. De zuidelijke arm van de viaduct draait over het Albertkanaal en de spoorlijn in de richting van het zuidelijk verbindingsgebouw. Voorbij dit gebouw sluiten de beide rijrichtingen ter hoogte van het Lobroekdok aan op de R1. De zuidelijke rijrichting sluit rechts aan op de R1 en links aan op de stedelijke ringweg. De oprit naar de viaduct vanuit het zuiden is gesitueerd aan de linkerzijde van de R1.
Aan de linker Scheldeoever wordt het knooppunt Antwerpen-West aangepast, waarbij de Charles De Costerlaan niet meer op dit knooppunt aantakt en in de plaats een tolplein in het knooppunt geïntegreerd wordt. Ter hoogte van het Noordkasteel komt een aansluiting met de lokale havenwegen, het zogenaamde Oosterweelknooppunt.
Kernpunt in het BAM-tracé is tolheffing op de Oosterweelverbinding en een vrachtverbod voor vrachtverkeer in de Kennedytunnel. In de aanloop naar de volksraadpleging werd de projectnaam gewijzigd in het 'Natuurlijk tracé'.

##### Wapper Light
Naar aanleiding van het slot van het openbaar onderzoek van de bouwvergunningsprocedure voor het BAM-tracé stelden de ontwerpers dat de voorziene aansluiting aan het Sportpaleis geen goede oplossing was. Ook tijdens een parlementaire zitting op 25 augustus 2009 herhaalde een van de ontwerpers zijn twijfels over de aansluiting van de brug op de Antwerpse ring ter hoogte van het Sportpaleis. Tevens werd tijdens die zitting bekendgemaakt dat Noriant met zijn stedenbouwkundigen en architecten het initiatief had genomen om een theoretisch denkoefening outside the box te maken. De resultaten zou Noriant bekendmaken aan BAM en de beleidsmakers zodra er een zinvol voorstel zou voorliggen. Dirk Van Mechelen verduidelijkte op 8 oktober 2009 het alternatief voor de knoop aan het Sportpaleis die door de ingenieurs van Noriant werd uitgewerkt. Zo zou de R1 reeds vanaf de afrit van de E313, nabij het Sportpaleis, in een tunnel worden gestopt. Verderop zou die uitkomen op de splitsing naar de E19 (Breda) en de A12 (Bergen-op-Zoom). Voor het viaduct aan het Sportpaleis zou er volgens de oud-minister sprake zijn van twee mogelijkheden. Ofwel wordt die gebruikt als stedelijke ringweg, die aansluit op de Lange Wapperbrug. Een ander voorstel zou de bouw zijn van een nieuwe viaduct. Deze aanpassing zou 800 miljoen duurder zijn dan het oorspronkelijk ontwerp.

##### DAM III
De DAM-werkgroep opgericht na de volksraadpleging in Antwerpen herwerkte het Norianttracé aan het Sportpaleis. Het is een gelijkaardig variant van het Wapper Light voorstel dat door de THV Noriant werd aangekondigd. Dit tracé zou 500 miljoen duurder zijn dan het Norianttracé en zou in 2017 gerealiseerd kunnen zijn. De Vlaamse regering besloot in maart 2010 dat dit tracé zou worden uitgevoerd indien het Dubbelbesluittracé technisch niet haalbaar zou zijn of duurder zou zijn dat het DAM III-tracé of later dan het DAM III-tracé zou afgewerkt zijn.

#### Tunnelvarianten

##### Horvathtracé
Het Horvathtracé werd onderzocht op vraag van de stad Antwerpen in 2005 kort na de eerste presentatie van de maquette van de viaductversie. Het tracé voorzag een op-en afrit ter hoogte van het Noordkasteel en een verbinding met de R1 ter hoogte van het Sportpaleis en de Groenendaallaan. De oplossing met 4 geboorde tunnels van linkeroever tot aan de R1, opgemaakt door THV SAM, werd voorgelegd voor advies aan professor Horvath.

##### Royersluistracé
De Royersluistunnel is een variant van het Horvathtracé, onderzocht door Arup/Sum in 2008 in het kader van het toen besliste onafhankelijk onderzoek. Het tracé volgt grofweg dezelfde route als het Norianttracé. Dit tracé kwam in de evaluatie in maart 2009 door Arup/Sum als slechtste uit de bus. Door de grote omvang van de bouwwerkzaamheden in het dichtbevolkte gebied van Merksem zou dit tracé volgens de onderzoekers de grootste milieueffecten hebben. Net zoals het BAM-tracé met viaduct vereist dit tracé ook een forse bijkomende ruimte-inname ter hoogte van de aansluiting met de R1 (verbreding van het viaduct van Merksem). Het tracé zou ter hoogte van het viaduct van Merksem een nog grotere barrièrewerking tot gevolg hebben dan het BAM-tracé omwille van de overgang van tunnel naar viaduct. Omwille van de aansluiting in twee richtingen op de R1 vereist het tracé een complexe tunnelconfiguratie die volgens de evaluatie van Arup/Sum op de rand van het haalbare is. Omwille van deze nadelen besloot het alternatievenonderzoek dat dit voorstel het minst waardevol was.

##### Dubbelbesluittracé
De Vlaamse regering besloot in maart 2010 het Horvathtracé voor een derde maal te laten onderzoeken. Indien dan zou blijken dat dit tracé niet duurder zou zijn dan de DAM III viaductvariant, binnen dezelfde tijd gebouwd zou kunnen worden en technisch haalbaar zou zijn zou voor deze variant van het BAM-tracé worden gekozen.
Het tracé bestaat uit een variant van de Oosterweeltunnel onder de Schelde, een aangepaste Oosterweelknoop en twee deels afgezonken, deels cut & covertunnels die aansluiten op de R1 voorbij de Groenendaallaan en ter hoogte van het Lobroekdok. De R1 wordt tussen het Sportpaleis en de Groenendaallaan aangepast. Ter zijde van het waterzuiveringsstation wordt een paperclipknoop gemaakt. De R1 zal er bestaan uit 19 rijstroken. Het viaduct van Merksem wordt afgebroken en vervangen door een open sleuf van voor de Bisschoppenhoflaan tot ongeveer ter hoogte van de IJzerlaan. De sleuf sluit daar aan op een nieuwe viaduct om de R1 over het Alberkanaal te leiden en op tunnels als zuidelijke verbinding naar de Oosterweeltunnel. Na de viaduct over het Albertkanaal zakt de R1 opnieuw in een open sleuf tot voorbij de Groenendaallaan. Daar monden ook de tunnels uit die de verbinding vormen voor de R1 in noordelijke richting met de Oosterweeltunnel. Door de afbraak van het viaduct van Merksem wordt een van de grootste pijnpunten van het Royersluistracé in de Arup-SUM-studie aangepakt.
Omdat de Vlaamse regering in juni 2006 uitdrukkelijk besliste binnen de voorwaarden van het GRUP een tunneloplossing te verbieden, alhoewel de stad Antwerpen dit in haar advies bepleitte, is een wijziging van het GRUP een noodzaak om de tunneloplossing mogelijk te maken.
In september 2010 bleek deze variant 300 miljoen euro duurder dan het DAM III tracé. De werken zouden voltooid kunnen zijn in 2021. Toch besloot de Vlaamse regering om deze variant van het BAM-tracé uit te voeren. De stad Antwerpen en de haven van Antwerpen zouden de meerkost van dit tracé ter waarde van de vervanging van het viaduct van Merksem voor hun rekening nemen. Het timingsverschil werd niet langer als een noodzakelijke voorwaarde aangezien. Om de verbreding van de R1, die sinds 2004 als noodzakelijk werd geacht, niet uit te voeren werd tevens beslist om de A102 en de R11 te realiseren na 2021.
In 2014 werd 'definitief' gekozen voor dit tracé nadat het viaduct over het Albertkanaal nog vervangen werd door een tunnel.

### Alternatieve tracés
Sinds 2005 werden voorstellen uitgewerkt door actiegroepen (stRaten-generaaltracé en Meccanotracé) en in opdracht van de stad Antwerpen (Arup-/Sumtracé) om het doorgaande verkeer in tegenstelling tot het BAM-tracé weg te houden van de R1.

#### stRaten-Generaaltracé
Het burgercollectief stRaten-Generaal heeft in 2005 een alternatief tracé voorgesteld, waarbij vanaf het Noordkasteel een boortunnel in noordelijke richting gaat, om aan te sluiten op de A12. Het tracé van dit actiecomité komt voort uit kritiek op de verkeersstromen in het BAM-tracé, waarbij al het vrachtverkeer uit het oosten over de R1 ter hoogte van Sportpaleis moet.
De kern van hun voorstel bestaat eruit om het verkeer Breda-Gent via de Oosterweelverbinding te laten gaan, terwijl het verkeer vanuit het oosten richting Gent de Kennedytunnel neemt door de Kennedytunnel open te houden voor vrachtverkeer.
Het voorstel van stRaten-generaal werd vanaf 2008 gesteund door de actiegroep Ademloos. De beide actiegroepen slaagden er in juni 2008 in de Vlaamse regering te overtuigen om het voorstel alsnog grondig te laten onderzoeken in een onafhankelijk onderzoek.
In het onafhankelijk onderzoek van Arup/Sum in opdracht van de Vlaamse regering toonde aan dat dit tracé beter scoorde dan het BAM-tracé voor de woonkwaliteit van de stad.

#### Arup-/Sumtracé

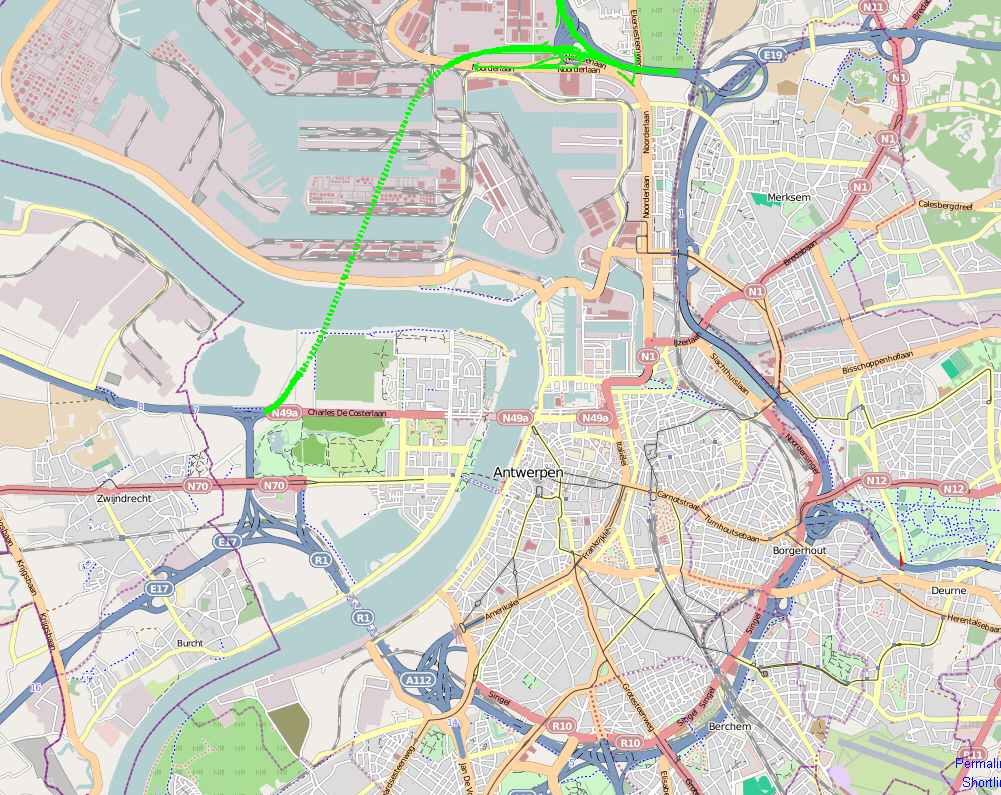
Locatie Arup-/Sumtracé in het groen

In maart 2009 presenteerde onderzoeksbureau Arup-/Sum het resultaat van het onafhankelijk onderzoek in opdracht van de Vlaamse regering. Zij concludeerden dat geen van de onderzochte voorstellen gezien kan worden als 'de complete en evidente oplossing'. Het bureau pleitte daarom voor een snelle verbeterde ontsluiting van de Liefkenshoektunnel, de directe invoering van ATM (Automatic Traffic Management), het openhouden van de Kennedytunnel voor vrachtverkeer en een derde Scheldekruising als een stroomlijning van het stRaten-Generaal-tracé met een boortunnel van 4,3 km in bijna directe lijn van knooppunt Sint-Anna-Linkeroever naar knooppunt Ekeren.
De stad Antwerpen besliste in overleg met de Vlaamse regering begin april 2009 om het onderzoeksbureau Arup/Sum de aanbevelingen uit de eerdere evaluatiestudie en deze variante te laten onderzoeken. Op 9 juli 2009 werd het tracé voorgesteld. Door het gebruik van boortunnels behoeft deze oplossing geen complexe bouwwerken dicht bij het stadscentrum zoals het geval bij het BAM-tracé stelt het studiebureau.
De basisinvestering en de onderhoudskosten voor dit tracé zijn goedkoper dan deze voor het BAM-tracé volgens de studie. Dit leidt tot een hoger projectrendement.
De studie concludeerde dat dit tracé een haalbaar en geloofwaardig alternatief is voor het oorspronkelijke BAM-tracé. De BAM en de TV Noriant betwistten dadelijk de kwaliteit van dit tracé. De actiegroepen stRaten-generaal en Ademloos gaven te kennen dit voorstel te steunen omdat ze het beschouwden als een optimalisatie van het stRaten-generaaltracé. Ze pleitten dan ook voor een volksraadpleging over het BAM tracé versus het Arup-/Sumtracé. Later zouden zij echter voor het Meccanno-tracé kiezen.
Een vraag over het Arup-/Sumtracé, in die periode gekend als het tunneltracé, kwam er echter niet. Zowel de Vlaamse regering als het Antwerpse stadsbestuur weigerden de toestemming te geven aan de Antwerpse bevolking om zich over dit tracé uit te spreken. In de officiële brochure van de volksraadpleging werd het tracévoorstel wel toegelicht als alternatief voor het BAM-tracé.
Na de volksraadpleging werd het Arup-/Sumtracé opnieuw vergeleken met het BAM-tracé door de DAM-werkgroepen. Alhoewel eerder was aangegeven door de NV BAM dat het Arup-/Sumtracé beter zou functioneren in combinatie met de A102 werd de combinatie van de beide snelwegen toen niet onderzocht. De A102 werd pas toegevoegd aan het Masterplan wanneer het Arup-/Sum tracé door de ministeriële DAM-werkgroepen was afgevoerd. Ook de actiegroepen keerden zich om onduidelijke redenen af van dit geoptimaliseerde StRaten-generaaltracé en ontwikkelden een nieuw plan 'out of the box'. In het plan-MER gepubliceerd in 2014 werd dit tracé én de combinatie met A102 opnieuw onderzocht. Het tracé presteerde in deze analyse slechter dan het dubbelbesluit-tracé (aangepast BAM-tracé).

##### Oosterweel-Noord
Oosterweel-Noord is in wezen een variant van het Arup-/Sumtracé met als verschil de Oosterweelknoop en de 'knik' in het tracé om deze Oosterweelknoop te bereiken.
De tunnel en de aansluitende infrastructuur op Linkeroever komt exact overeen met die in het BAM-tracé. Maar vanaf het Noordkasteel buigt het af richting het noorden om met een tunnel of open sleuf in de buurt van de Oosterweelsteenweg te lopen. Vervolgens maakt het een bocht naar rechts om aan te sluiten op het complex van afrit Ekeren op de A12 en knooppunt Antwerpen-Noord. Hiermee zou er ook een betere aansluiting met de A102 bereikt worden.
Deze variant was een van onderzochte alternatieven van het in 2014 goedgekeurde MER-rapport Oosterweel. In de debatten voor de Vlaamse verkiezingen 2014 kwam het tracé terug naar de voorgrond toen Open Vld expliciet voor dit tracé koos.
Varianten van dit tracé werden reeds bestudeerd in de eerste fase vermits de ABM-varianten 4 en 5 een dergelijke verbinding voorzien. Echter was er toen sprake van een viaduct boven de Oosterweelsteenweg i.p.v. een tunnel, stond dit toen nog los van de A102 en in allebei de ABM-varianten was er ook sprake van een tunnel naar het Sportpaleis (dus zowel viaduct naar het noorden als tunnel naar het oosten).

#### Meccanotracé

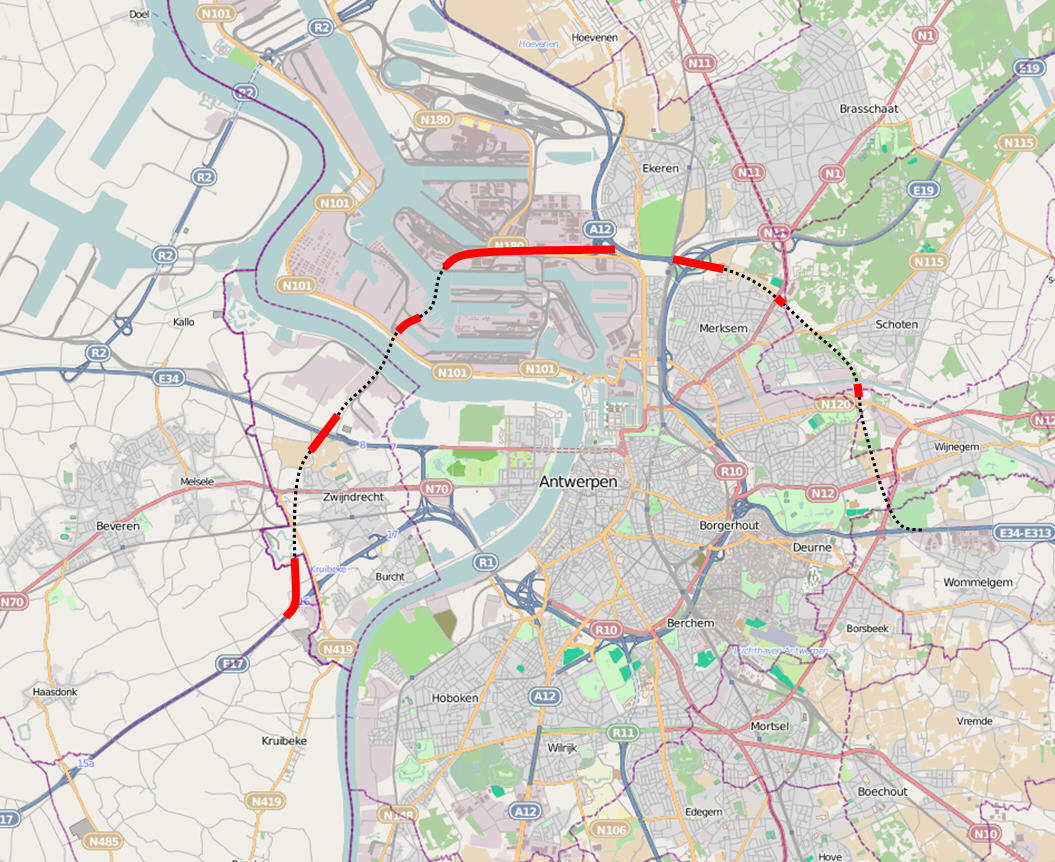
Locatie Meccanotracé in het rood

Kort na de volksraadpleging werd het Forum 2020 opgericht. Het Forum bestond uit bedrijfsleiders en academici die samen met de actiegroepen wensten te zoeken naar een constructieve oplossing voortbouwend op de intussen bekende informatie. Eind februari 2010 stelde het Forum 2020 en stRaten-generaal een nieuw plan voor. Uitgangspunt voor de start van dit initiatief was de afkeuring van de Oosterweelverbinding op het huidig voorziene tracé tussen Zwijndrecht/Linkeroever en Merksem/Deurne tijdens de volksraadpleging. Ze stellen een meccano-scenario voor waarin door een koppeling van korte tunnels de E17 en de E34 omheen het noorden van Antwerpen met de E313/E34 wordt verbonden. In het Waasland wordt als alternatief voor de R2 een 'westtangent' voorgesteld. Deze verbinding start in Melsele en verbindt de E17 via een tunnel met de E34. Een 'noordtangent', ("te beschouwen als het alternatief voor het BAM-tracé") opnieuw met tunnels, koppelt deze knoop met de A12 en de E19 in het noorden van de haven. Deze wordt gekoppeld aan een ondergrondse 'oosttangent' (T102) die de knoop van Ekeren verbindt met de E313/E34 voorbij Wommelgem via het tracé van de voorziene A102. Gelijktijdig zou samen met de tunnel onder het Albertkanaal in Schoten ook een tunnel voor lokaal verkeer worden aangelegd ter vervanging van een hogere Hoogmolenbrug.
Voor de aanpak van congestie is het volgens het Forum 2020 onvoldoende om enkel alternatieve infrastructuur aan te leggen. Het Forum 2020 wijst op de noodzaak tevens in te grijpen op het verplaatsingsgedrag. Een niet-variabele tolprijs aan enkele tunnels wordt hiervoor van de hand gewezen omdat dit transporteconomisch contraproductief is. De tolheffing enkel op het Scheldekruisend verkeer zou bovendien de Antwerpse haven in twee havens opsplitsen. Daarom bepleit het Forum 2020 een intelligente heffing. Dit heffingssysteem zou met behulp van een dynamisch verkeersmanagement een significant hogere bijdrage aanrekenen aan gebruikers die op een bepaalde plaats en een bepaalde tijd de aanbevolen route niet volgen. Met deze sturing zou volgens het Forum 2020 het doorgaand verkeer in belangrijke mate weg blijven van de R1.
De westelijke tangent kost volgens de ramingen van het Forum 2020 323 miljoen euro. De noordelijke tangent wordt geraamd op 1.508 miljoen euro. De westelijke en noordelijke tangent zijn te beschouwen als het alternatief voor het BAM-tracé. De oostelijke tangent (T102) wordt ook voorzien door de Vlaamse regering en geraamd op 726 miljoen euro. De verschillende werken konden volgens het Forum 2020 in 2017 voltooid zijn.
De Vlaamse regering publiceerde op de dag van de officiële presentatie van het voorstel reeds een nota waarin het voorstel als niet haalbaar werd gezien. Zo werd onder meer gesteld dat dit tracé enkel volwaardig zou werken als eveneens de R11bis zou voorzien worden.
De Vlaamse regering verwierp het voorstel van het Forum 2020 om dit tracévoorstel te laten onderzoeken door het Vlaams Verkeerscentrum. Omwille daarvan bestelde het Forum 2020 zelf een studie bij het studiebureau Transport & Mobility Leuven. Dit bureau vergeleek de plannen van de Vlaamse regering, het zogenaamde BAM-tracé, met het Meccano-ontwerp van Straten-Generaal. In september 2010 concludeerde het bureau dat het Meccanotracé met trajectsturing een betere oplossing is dan het BAM-tracé om de Antwerpse Ring te ontlasten, en ook dat voor beide tracés de maatschappelijke kosten hoger zijn dan de baten.
In het plan-MER gepubliceerd in 2014 werd het Meccanotracé onderzocht onder de randvoorwaarden (trajectheffing) zoals voorgesteld door stRaten-generaal. Wanneer voor het dubbelbesluit-tracé de randvoorwaarden van de regering losgelaten werden (vrachtwagenverbod in Kennedytunnel), bleek dit tracé echter beter te scoren inzake mobiliteit dan het Meccanotracé.

## Werken
De werken nemen een tiental jaren in beslag en verlopen in verschillende fases. Gedurende de volledige periode wordt verkeershinder verwacht. In maart 2018 werd begonnen met de voorbereiding en inrichting van de werven. Vanaf 2020 werd begonnen met de aanleg. Er werden enkele op- en afritten afgesloten, vanaf oktober 2021 de opritten in Merksem en sinds februari 2023 de afrit Merksem, komende van Nederland.
Tegelijk zijn bouwwerken bezig aan nieuwe tunnels en de bouw van een voorlopige bypass na de geplande afbraak van het Viaduct van Merksem. Voor de aanleg van deze voorlopige bypass werd sinds maart 2024 op het viaduct richting Nederland een rijstrook afgesloten. 

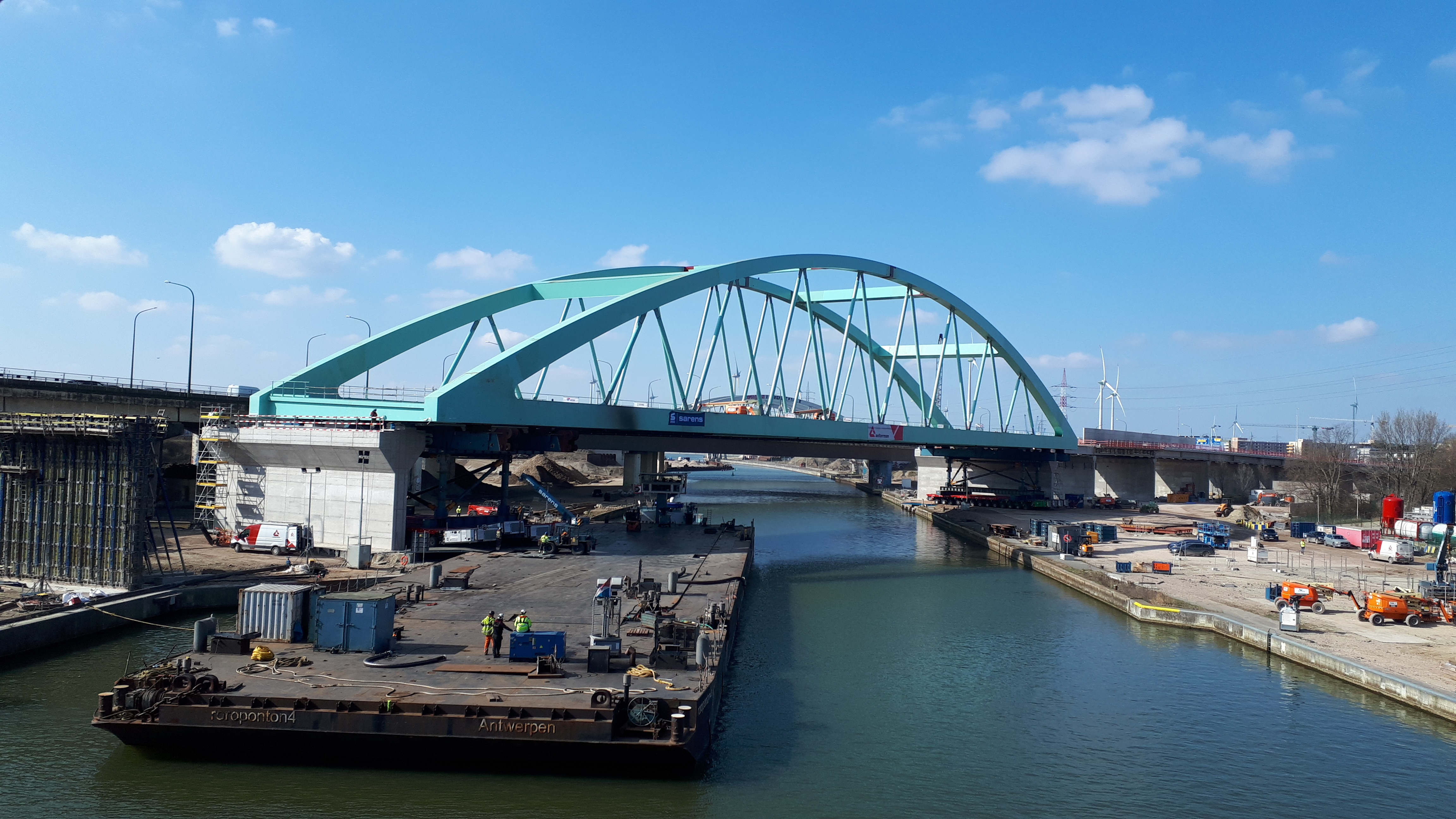
Plaatsen brug bypass Oosterweelverbinding

Op Linkeroever werden de eerste aanpassingen uitgevoerd en in 2023 en 2024, maanden sneller dan voorzien, de nieuwe op-en afritten en het nieuwe knooppunt afgewerkt en opengesteld voor verkeer.